# Personaggi dei film di Star Trek
Questa è una lista dei personaggi dei film del franchise di Star Trek. I film di Star Trek vengono convenzionalmente divisi in tre "saghe" canoniche: la prima con l'equipaggio della serie classica sotto il comando di James T. Kirk; la seconda con l'equipaggio di The Next Generation sotto il comando di Jean-Luc Picard; la terza con l'equipaggio della serie classica in una nuova versione rivisitato in una realtà alternativa detta Kelvin Timeline. Una quarta sezione, inoltre, contiene i personaggi apparsi nei film fanfiction, non canonici.

## Serie classica

### Personaggi principali
- James Tiberius Kirk, interpretato da William Shatner,[N 1] doppiato in italiano da Romano Ghini (Star Trek, 1979; Star Trek II - L'ira di Khan, 1982; Star Trek III - Alla ricerca di Spock, 1984), Pasquale Ruju (Star Trek, 1979; scene aggiunte), Cesare Barbetti (Rotta verso la Terra, 1986; Star Trek V - L'ultima frontiera, 1989; Generazioni, 1994), Mario Cordova (Rotta verso l'ignoto, 1991).[1][2][3][4][5][6]
Ammiraglio della Flotta Stellare ed ex capitano della USS Enterprise NCC-1701, viene richiamato in servizio durante la crisi V'Ger. È di nuovo a bordo dell'Enterprise anche durante il successivo attacco di Khan. Ammutinatosi agli ordini della Flotta Stellare, corre in soccorso dell'amico Spock, recuperandone il corpo sul pianeta Genesis, per permettergli di riunirsi con il suo Katra. Per questo motivo verrà degradato a capitano, dopo aver salvato la Terra durante la crisi della sonda aliena, e gli verrà affidato il comando della USS Enterprise NCC-1701-A.
- Spock, interpretato da Leonard Nimoy,[N 2] doppiato in italiano da Vittorio Di Prima (Star Trek, 1979; Star Trek II - L'ira di Khan, 1982; Rotta verso la Terra, 1986), Alarico Salaroli (Star Trek, 1979; scene aggiunte), Mario Bardella (Star Trek III - Alla ricerca di Spock, 1984), Sandro Sardone (Star Trek V - L'ultima frontiera, 1989), Carlo Sabatini (Rotta verso l'ignoto, 1991), Renato Cortesi (Rotta verso l'ignoto, 1991; scene aggiunte).[1][2][3][4][5][6]
Dopo anni trascorsi come Primo Ufficiale di Kirk, Spock ottiene finalmente la promozione a capitano e il comando dell'Enterprise. Dopo la retrocessione di Kirk da viceammiraglio a capitano, Spock resta sull'Enterprise e riprende il ruolo di Primo Ufficiale.
- Leonard McCoy, interpretato da DeForest Kelley,[N 2] doppiato in italiano da Pino Locchi (Star Trek, 1979), Massimiliano Lotti (Star Trek, 1979; scene aggiunte), Silvio Anselmo (Star Trek II - L'ira di Khan, 1982), Paolo Poiret (Star Trek III - Alla ricerca di Spock, 1984), Luciano De Ambrosis (Rotta verso la Terra, 1986), Marco Mete (Star Trek V - L'ultima frontiera, 1989), Giorgio Lopez (Rotta verso l'ignoto, 1991).[1][2][3][4][5][6]
Ufficiale medico capo dell'Enterprise.
- Montgomery Scott, interpretato da James Doohan,[N 1] doppiato in italiano da Sergio Fiorentini (Star Trek, 1979; Rotta verso la Terra, 1986), Orlando Mezzabotta (Star Trek, 1979; scene aggiunte), Arturo Dominici (Star Trek II - L'ira di Khan, 1982; Star Trek III - Alla ricerca di Spock, 1984), Renato Mori (Star Trek V - L'ultima frontiera, 1989), Mario Bardella (Rotta verso l'ignoto, 1991), Goffredo Matassi (Rotta verso l'ignoto, 1991; scene aggiunte),[1][2][3][4][5][6] Giorgio Lopez (Generazioni, 1994).
Ingegnere capo.
- Nyota Uhura, interpretata da Nichelle Nichols,[N 2] doppiata in italiano da Vittoria Febbi (Star Trek, 1979), Lorella De Luca (Star Trek II - L'ira di Khan, 1982; scene aggiunte), Germana Dominici (Star Trek II - L'ira di Khan, 1982; Rotta verso l'ignoto, 1991), Anna Rita Pasanisi (Rotta verso la Terra, 1986; Star Trek V - L'ultima frontiera, 1989).[1][2][3][4][5][6]
Ufficiale alle Comunicazioni.
- Pavel Chekov, interpretato da Walter Koenig,[N 1] doppiato in italiano da Vittorio Stagni (Star Trek, 1979), Francesco Orlando (Star Trek, 1979; scene aggiunte), Mauro Gravina (Star Trek II - L'ira di Khan, 1982; Star Trek III - Alla ricerca di Spock, 1984 e Star Trek VI - Rotta verso l'ignoto, 1991), Manlio De Angelis (Rotta verso la Terra, 1986), Vittorio De Angelis (Star Trek V - L'ultima frontiera, 1989),[1][2][3][4][5][6] Lucio Saccone (Generazioni, 1994).
La sua carriera inizia, da giovanissimo guardiamarina, come ufficiale alle operazioni della USS Enterprise NCC-1701. Successivamente ha assunto praticamente tutti i ruoli di plancia: tattico, navigazione, scienza, ingegneria.
- Hikaru Sulu, interpretato da George Takei,[N 2] doppiato in italiano da Piero Tiberi (Star Trek, 1979), Marco Balzarotti (Star Trek, 1979; scene aggiunte), Gianni Williams (Star Trek II - L'ira di Khan, 1982; Star Trek III - Alla ricerca di Spock, 1984), Vittorio Stagni (Rotta verso la Terra, 1986; Star Trek V - L'ultima frontiera, 1989), Maurizio Fardo (Rotta verso l'ignoto, 1991).[1][2][3][4][5][6]
Storico timoniere dell'Enterprise, nonché Terzo Ufficiale. Successivamente promosso a capitano, assume il comando della USS Excelsior.
- Christine Chapel, interpretata da Majel Barrett,[N 3] doppiata in italiano da Anna Rita Pasanisi (Star Trek, 1979), Rossana Bassani (Star Trek, 1979; scene aggiunte).[1][4]
Prima infermiera, poi medico.
- Janice Rand, interpretata da Grace Lee Whitney,[N 4] doppiata in italiano da Giulia Franzoso (Star Trek, 1979; scene aggiunte).[1][3][4][6]
Attendente di Kirk nella USS Enterprise NCC-1701, è trasferita nella sede centrale della Flotta a San Francisco e successivamente imbarcata sulla USS Excelsior di Sulu come Ufficiale alle Comunicazioni.
- Saavik, interpretata da Kirstie Alley[N 5] e Robin Curtis,[N 6] doppiata in italiano da Simona Izzo (Star Trek II - L'ira di Khan, 1982; Star Trek III - Alla ricerca di Spock, 1984), Isabella Pasanisi (Rotta verso la Terra, 1986).[2][3][4]
Tenente junior vulcaniana della sezione comando, allieva di Spock.

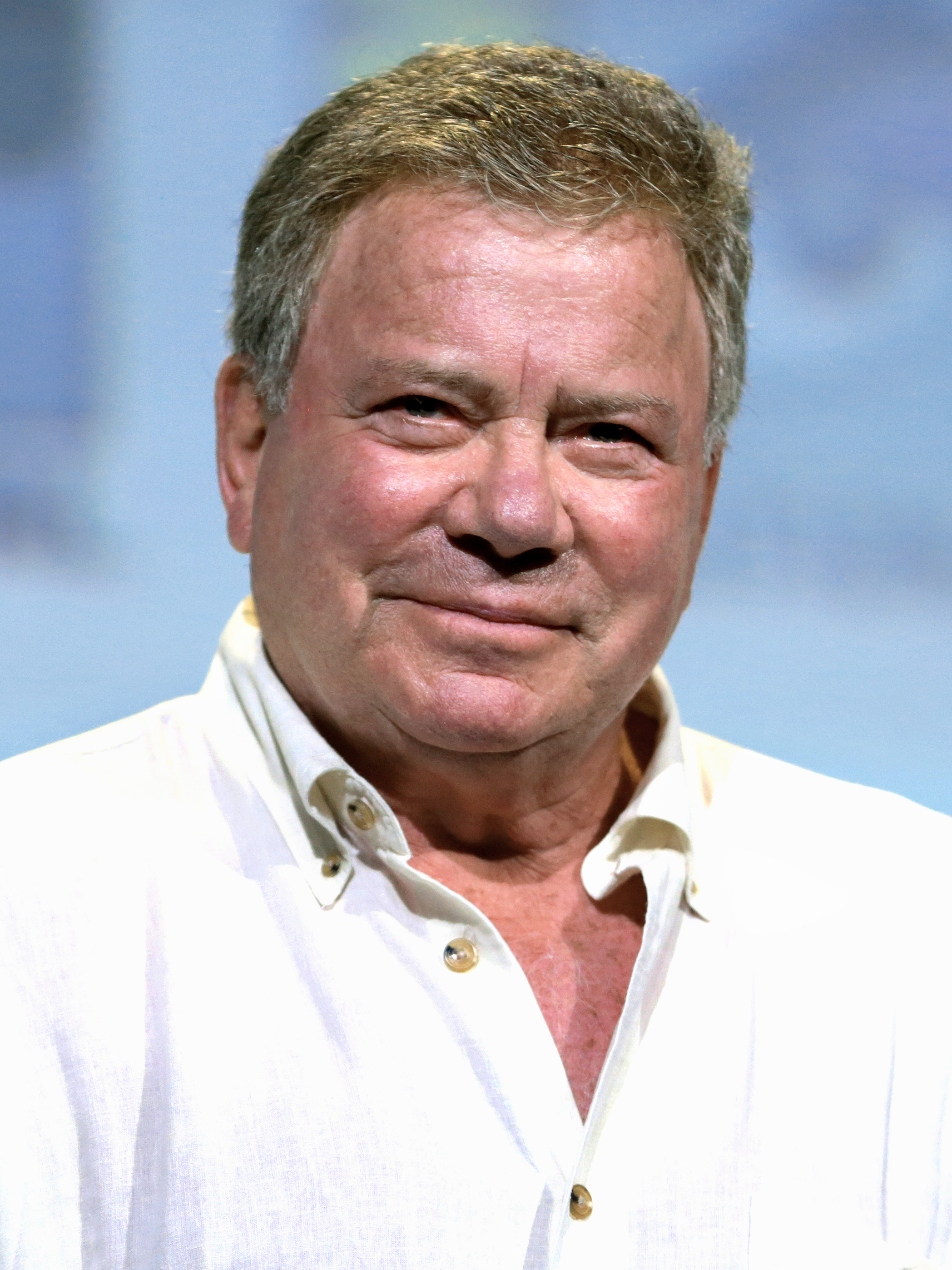
William Shatner, interprete di James Tiberius Kirk
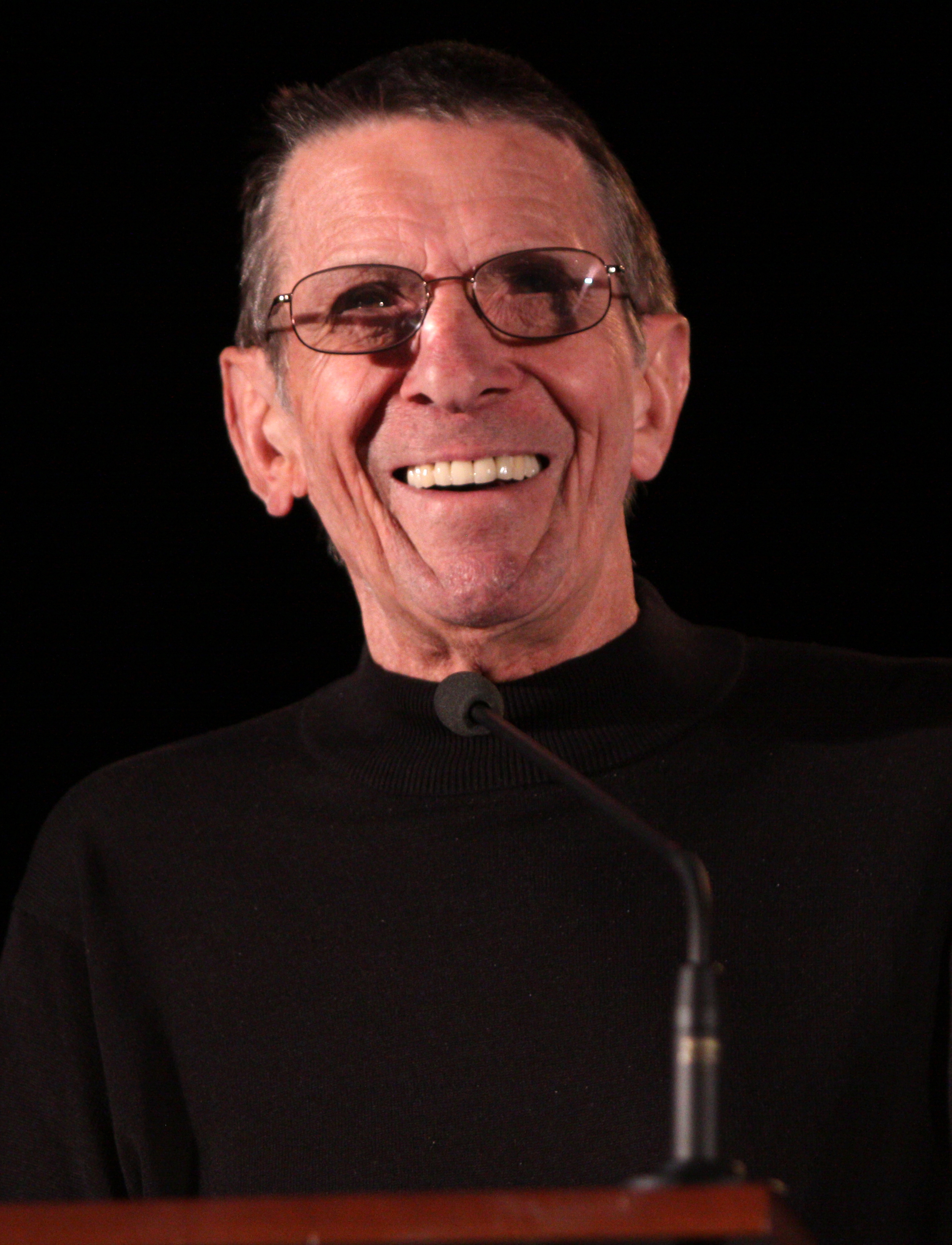
Leonard Nimoy, interprete di Spock
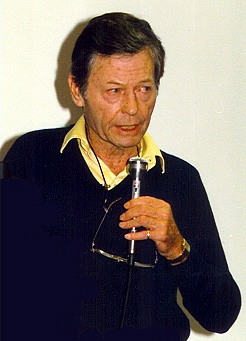
DeForest Kelley, interprete di Leonard McCoy
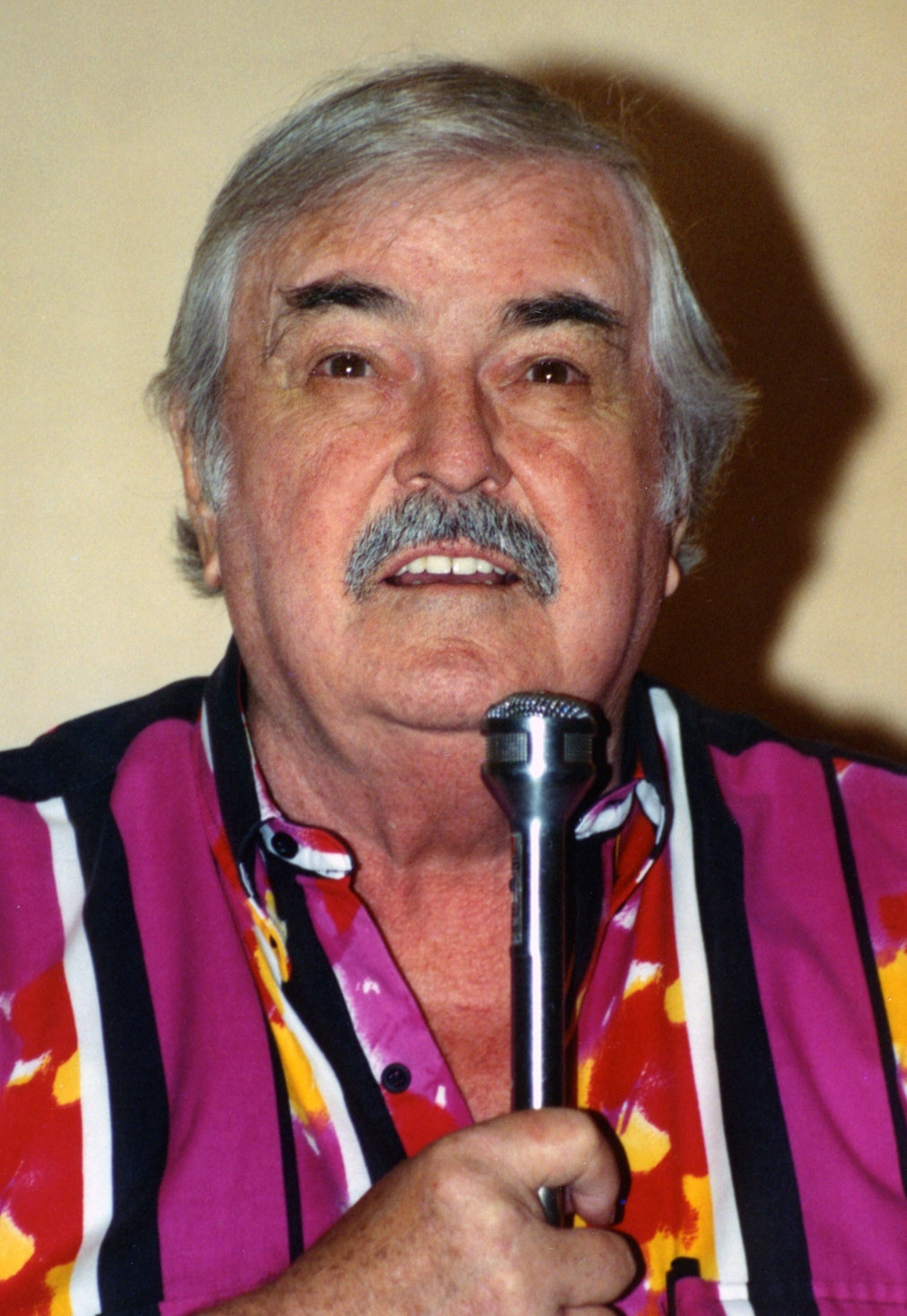
James Doohan, interprete di Montgomery Scott
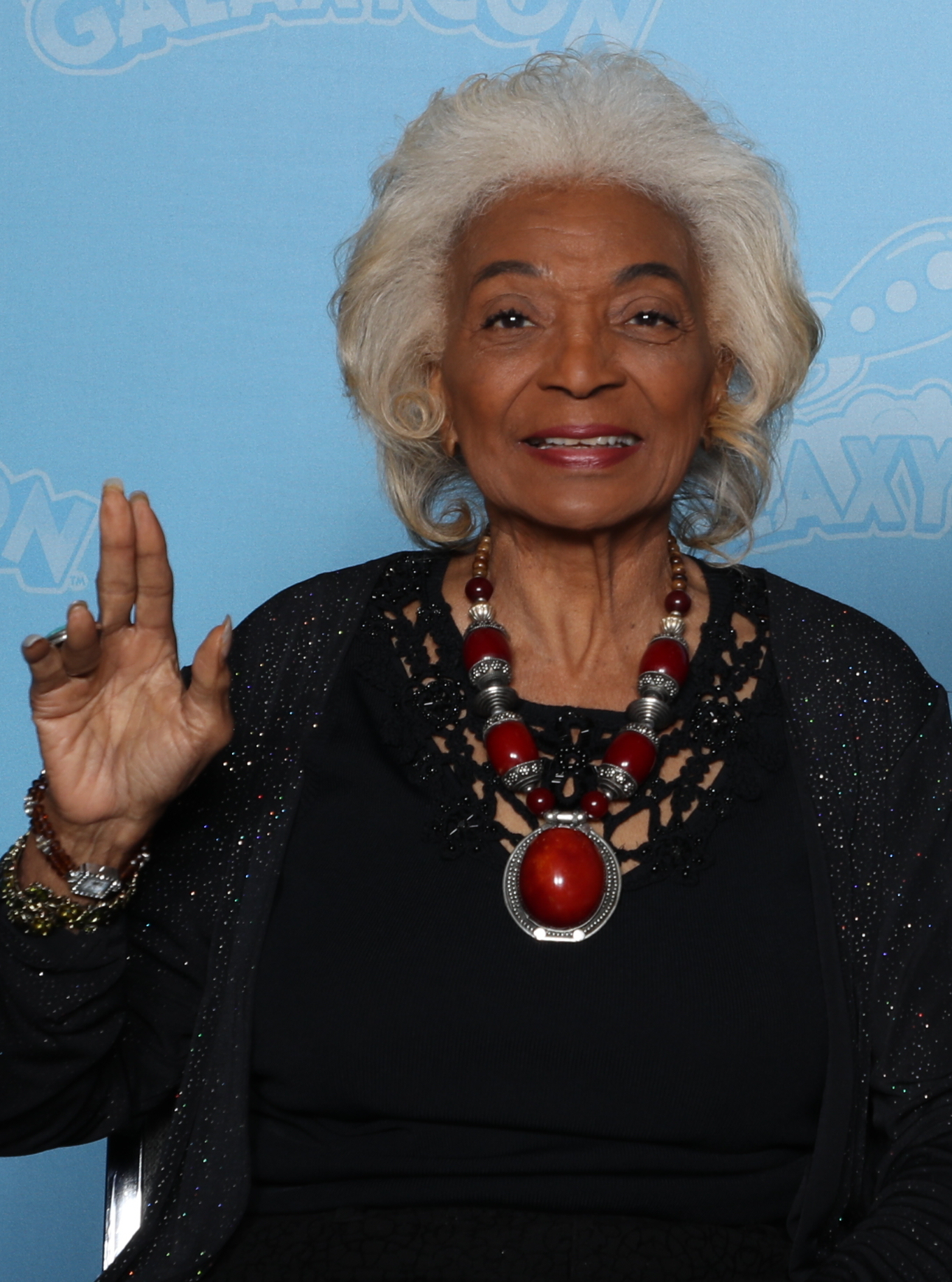
Nichelle Nichols, interprete di Nyota Uhura
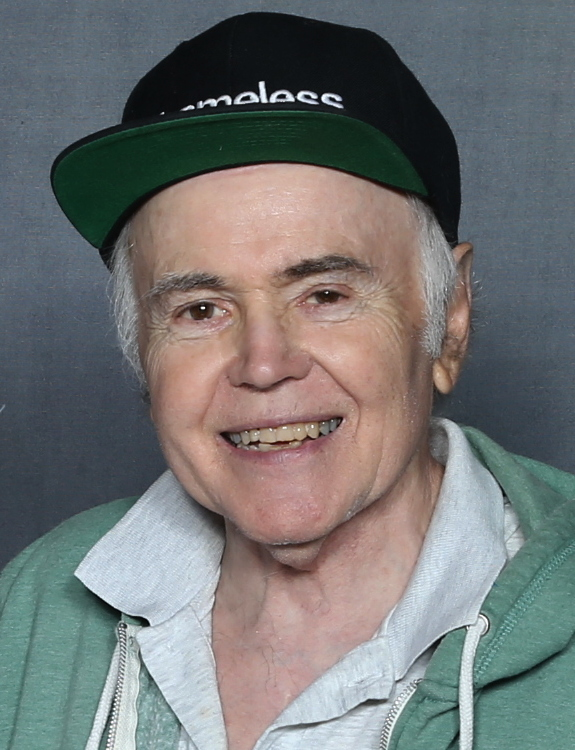
Walter Koenig, interprete di Pavel Chekov
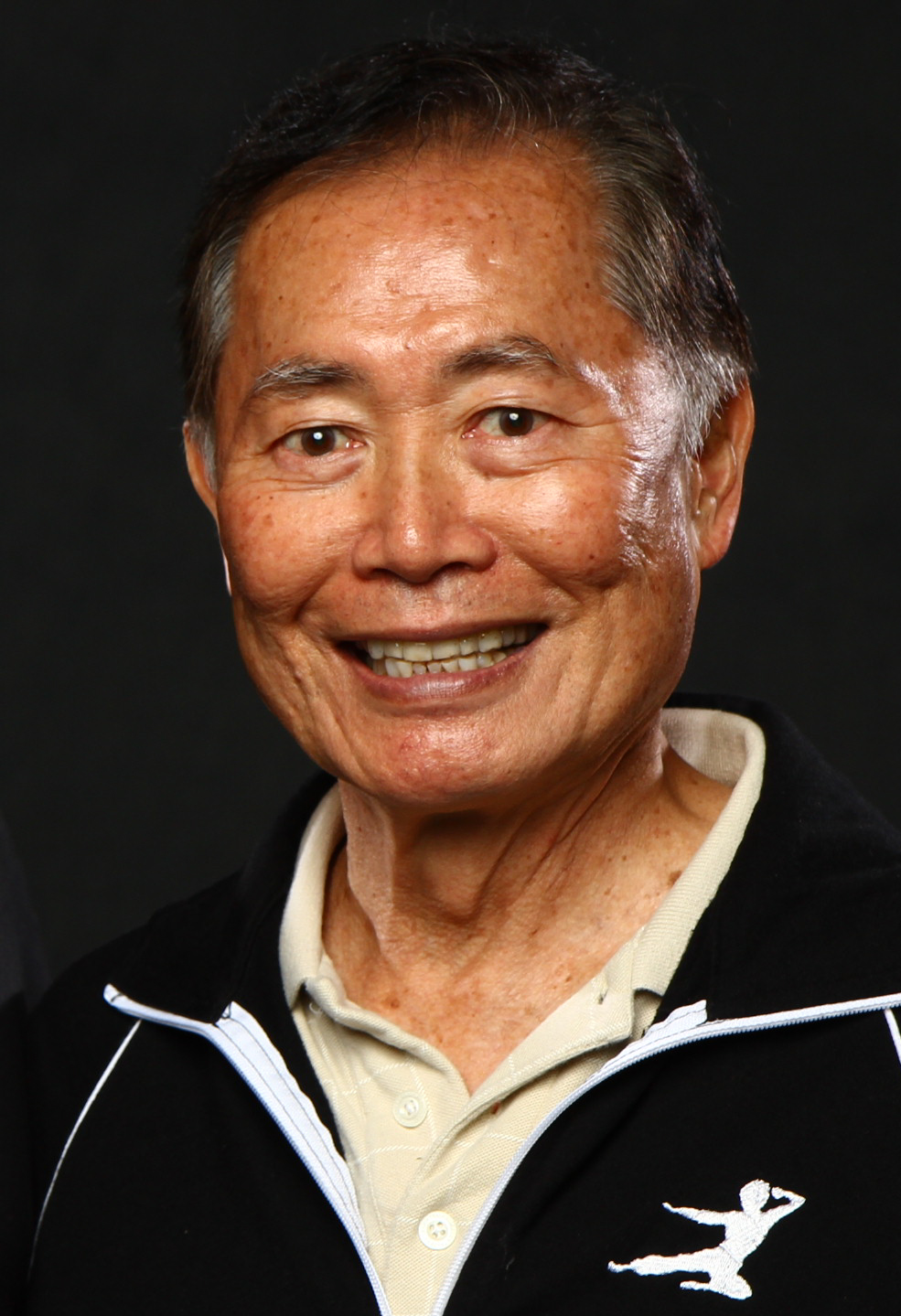
George Takei, interprete di Hikaru Sulu
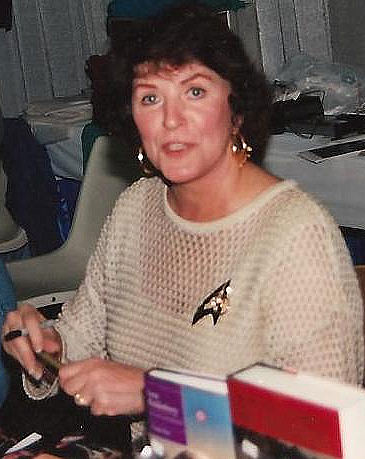
Majel Barrett, interprete di Numero Uno e di Christine Chapel
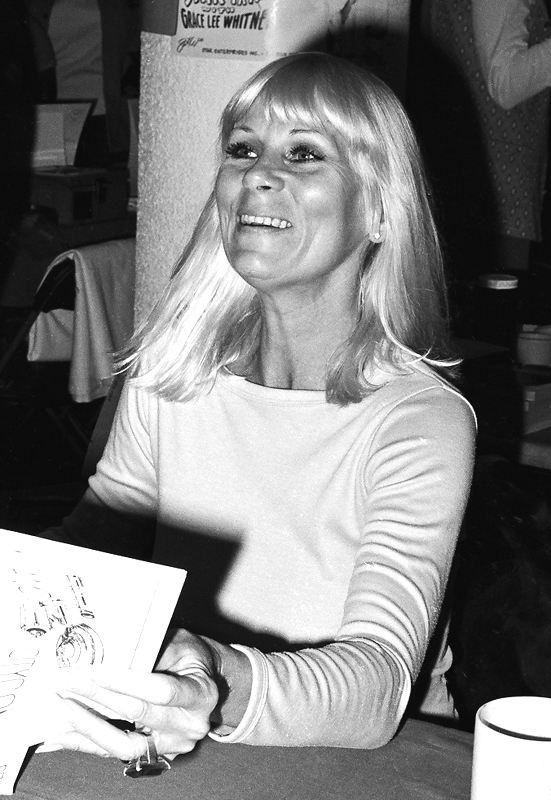
Grace Lee Whitney interprete di Janice Rand
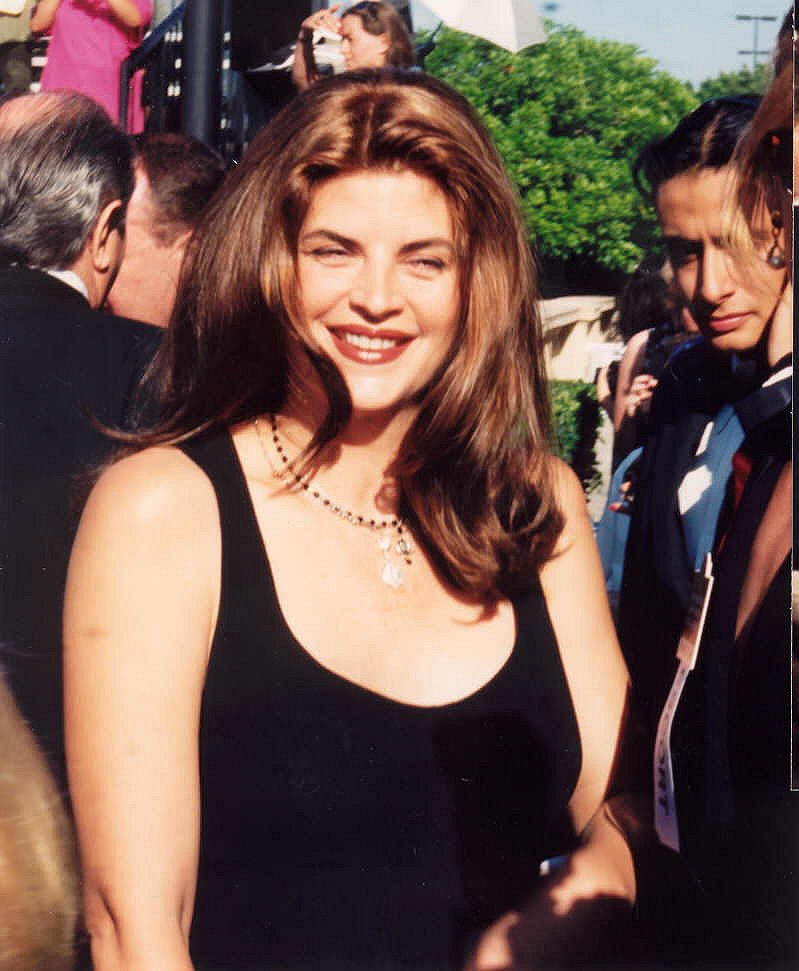
Kirstie Alley, la prima interprete di Saavik
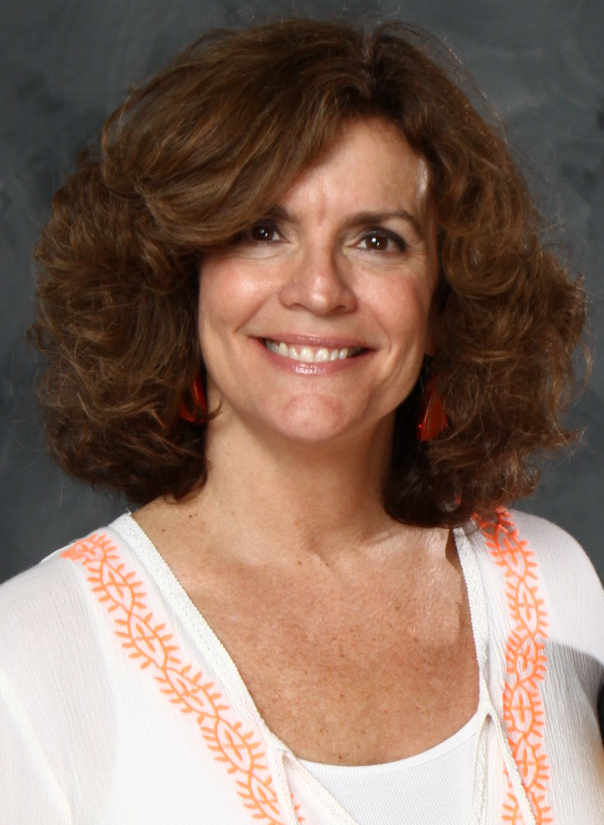
Robin Curtis, la seconda interprete di Saavik

### Altri personaggi
- Amanda Grayson, interpretata da Jane Wyatt,[N 6] doppiata in italiano da Maria Pia Di Meo (Rotta verso la Terra, 1986).[4]
- Azetbur, interpretata da Rosanna DeSoto,[N 7] doppiata in italiano da Sonia Scotti.[6]
Figlia di Gorkon, diviene a sua volta Cancelliere dell'Alto Consiglio dell'Impero Klingon alla morte di suo padre Gorkon, ucciso da un complotto teso a compromettere la conferenza di pace tra Federazione e Impero Klingon. Si impegnerà a portare a compimento il lavoro di pacificazione iniziato dal padre.
- Caithlin Dar, interpretata da Cynthia Gouw,[N 8] doppiata in italiano da Ida Sandone.[5]
- Carol Marcus, interpretata da Bibi Besch,[N 5] doppiata in italiano da Ada Maria Serra Zanetti.[2]
È una scienziata, responsabile del progetto di terraforming Genesis, madre dello scienziato David Marcus, nato da una relazione fra Carol e il capitano James T. Kirk. Carol non aveva mai svelato a Kirk la sua paternità.
- Chang, interpretato da Christopher Plummer,[N 7] doppiato in italiano da Pino Colizzi.[6]
Chang è uno dei due antagonisti principali del sesto film. È il generale klingon complice del complotto volto a compromettere la conferenza di pace tra Federazione e Impero Klingon sul pianeta Khitomer.
- Clark Terrell, interpretato da Paul Winfield.[N 5]
È il capitano della USS Reliant NCC-1864, catturato e reso complice da Khan Noonien Singh, quando questi atterra, assieme a Pavel Chekov, sul pianeta Ceti Alpha V, credendolo in realtà Ceti Alpha VI, per localizzare un pianeta disabitato sul quale compiere un esperimento per il Progetto Genesis.
- David Marcus, interpretato da Merritt Butrick,[N 9] doppiato in italiano da Massimo Rinaldi (Star Trek III - Alla ricerca di Spock, 1984).[3] Figlio di James T. Kirk e Carol Marcus, è uno scienziato che collabora con la madre sul progetto Genesis. David morirà eroicamente, venendo ucciso da uno dei Klingon (su ordine del comandante Kruge) sul pianeta Genesis per salvare Spock e Saavik.
- Dio di Sha Ka Ree, interpretato da George Murdock,[N 8] doppiato in italiano da Pino Locchi.[5]
Il "Dio" è l'antagonista principale del quinto film. È l'onnipotente "divinità" che vive su Sha Ka Ree, pianeta mitologico per la religione vulcaniana, che si trova al centro della galassia. L'attore interpreta anche l'ammiraglio J.P. Hanson della Flotta Stellare nell'episodio L'attacco dei Borg (prima parte) della serie Star Trek: The Next Generation.
- Donald Cartwright, interpretato da Brock Peters,[N 10] doppiato in italiano da Alessandro Rossi (Rotta verso la Terra, 1986), Raffaele Uzzi (Rotta verso l'ignoto, 1991).[4][6]
Donald Cartwright è uno dei due antagonisti principali del sesto film. È il corrotto e paranoico ammiraglio della Flotta Stellare che si unisce al complotto per compromettere la conferenza di pace tra Federazione e Impero Klingon sul pianeta Khitomer.
- Gillian Taylor, interpretata da Catherine Hicks,[N 11] doppiata in italiano da Serena Verdirosi.[4]
È una biologa terrestre, si prende cura delle balenottere dell'acquario di Los Angeles nel 1986. Si farà teletrasportare a bordo dello sparviero klingon capitanato da Kirk, seguendo l'equipaggio nel XXIII secolo, dove diverrà una biologa della Federazione.
- Giudice klingon, interpretato da Robert Easton,[N 7] doppiato in italiano da Vincenzo Ferro.[6]
È il giudice che condanna ai lavori forzati Kirk e McCoy per l'assassinio del cancelliere Gorkon.
- Gorkon, interpretato da David Warner.[N 7]
È il cancelliere dell'Alto Consiglio dell'Impero Klingon, viene ucciso in un complotto teso a compromettere la conferenza di pace tra la Federazione e l'Impero Klingon, che ne attribuisce la colpa a Kirk e McCoy che vengono in seguito condannati ai lavori forzati sulla colonia penale di Rura Penthe.
- Ilia, interpretata da Persis Khambatta,[N 12] doppiata in italiano da Simona Izzo (Star Trek, 1979).[1]
È una tenente della sezione operazioni dell'Enterprise e appare solo nel primo film. È una Deltana e in passato, prima di essere arruolata nella Flotta Stellare, aveva avuto una breve relazione con il capitano Willard Decker. Verrà rapita da V'ger per essere trasformata in una sonda-androide, per poi unirsi e fondersi fisicamente con Decker e V'ger.
- John Harriman, interpretato da Alan Ruck,[N 13] doppiato in italiano da Antonio Sanna.[7]
È il capitano della USS Enterprise NCC-1701-B, sulla quale si imbarcano, per il suo viaggio inaugurale, anche James T. Kirk, Montgomery Scott e Pavel Chekov. Il capitano Harriman compare in seguito anche nel film fanfiction Star Trek: Of Gods and Men.
- John Talbot, interpretato da David Warner,[N 8] doppiato in italiano da Manlio De Angelis (Star Trek V - L'ultima frontiera, 1989).[5]
- Kamarag, interpretato da John Schuck,[N 11] doppiato in italiano da Paolo Lombardi (Rotta verso la Terra, 1986).[4]
- Khan Noonien Singh, interpretato da Ricardo Montalbán.[N 5] doppiato in italiano da Dario Penne.[2]
Khan è l'antagonista principale del secondo film e in precedenza era apparso come antagonista nell'episodio Spazio profondo dell'omonima serie televisiva classica. Il suo scopo è quello di vendicarsi uccidendo Kirk e di impadronirsi del Progetto Genesis. Dopo la sua sconfitta morirà ucciso dalla deflagrazione dell'onda Genesis da lui stesso innescata sulla nave stellare Reliant per uccidere Kirk, ma quest'ultimo riuscirà a fuggire con l'Enterprise grazie al sacrificio di Spock.
- Korrd, interpretato da Charles Cooper.[N 8]
Generale klingon in congedo. Si riscatta imponendosi all'equipaggio di uno sparviero klingon e difendendo l'equipaggio dell'Enterprise A.
- Koth, interpretato da W. Morgan Sheppard,[N 7] doppiato in italiano da Sergio Matteucci.[6]
Spietato direttore della colonia penale di Rura Penthe.
- Kruge, interpretato da Christopher Lloyd,[N 14] doppiato in italiano da Sergio Fiorentini.[3]
Kruge è l'antagonista principale del terzo film. È il capitano di uno sparviero klingon che vuole impadronirsi del segreto del progetto Genesis. È un uomo molto severo e spietato fino al punto di uccidere i suoi stessi subordinati. Verrà ucciso da Kirk, mentre quest'ultimo cerca invano di salvarlo, facendolo precipitare da un dirupo, prima della distruzione del pianeta Genesis. Il suo sparviero verrà preso dall'equipaggio di Kirk dopo la distruzione dell'Enterprise, per dirigersi verso il pianeta Vulcan, prima dell'esplosione di Genesis.
- Martia, interpretata da Iman e Katie Johnston,[N 7] doppiata in italiano da Barbara Castracane.[6]
Mutaforma imprigionata nella colonia penale klingon di Rura Penthe, aiuta Kirk e McCoy a evadere, così da fornire una scusa ai Klingon per ucciderli.
- Nanclus, interpretato da Darryl Henriques.[N 7]
- Presidente della Federazione dei Pianeti Uniti, interpretato da Robert Ellenstein,[N 11] doppiato in italiano da Giorgio Piazza; Kurtwood Smith (Rotta verso l'ignoto, 1991), doppiato in italiano da Giuseppe Rinaldi (Rotta verso l'ignoto, 1991) e Saverio Indrio (Rotta verso l'ignoto, 1991; scene aggiunte).[4][6]
- Sarek, interpretato da Mark Lenard,[N 14] doppiato in italiano da Giuseppe Rinaldi (Star Trek III - Alla ricerca di Spock, 1984), Pino Locchi (Rotta verso la Terra, 1986), Vincenzo Ferro (Rotta verso l'ignoto, 1991).[3][4][6]
Sarek è il padre di Spock. È un ambasciatore della Federazione dei Pianeti Uniti.
- Sybok, interpretato da Laurence Luckinbill,[N 8] doppiato in italiano da Alessandro Rossi[5]
Sybok è un Vulcaniano, figlio di Sarek e di una principessa vulcaniana, moglie precedente ad Amanda Grayson. Sybok è quindi il fratellastro di Spock ed è cresciuto assieme a lui. Tuttavia, rispetto al fratellastro, Sybok ha respinto la disciplina vulcaniana della pura logica, abbracciando le emozioni e diventando così un V'tosh ka'tur. Dopo aver avuto delle visioni profetiche, Sybok si è messo alla ricerca di un luogo mitico della mitologia vulcaniana, Sha Ka Ree, e si è convinto di poterlo trovare al centro della Via Lattea. Utilizzando i propri poteri telepatici riesce infine a impossessarsi dell'Enterprise A e condurla al centro della galassia, dove crede trovarsi il suo dio, che si rivela essere in realtà un'entità incorporea imprigionata. Finirà col sacrificarsi per salvare l'equipaggio dell'Enterprise A e Spock. Il personaggio riappare nel 2022 nella serie televisiva Star Trek: Strange New Worlds.
- Torg, interpretato da Stephen Liska,[N 14] doppiato in italiano da Paolo Buglioni.[3]
- Valeris, interpretata da Kim Cattrall,[N 7] doppiata in italiano da Giuppy Izzo (Rotta verso l'ignoto, 1991) e Paola Valentini (Rotta verso l'ignoto, 1991; scene aggiunte).[6]
Tenente vulcaniana della Flotta, allieva di Spock, tradisce il suo mentore partecipando al complotto volto a far fallire il trattato di pace di Khitomer.
- Willard Decker, interpretato da Stephen Collins,[N 12] doppiato in italiano da Gino La Monica e da Lorenzo Scattorin (scene aggiunte).[1]
È il nuovo capitano dell'Enterprise dopo la ristrutturazione post missione quinquennale di Kirk. Quando quest'ultimo riprende il comando della sua ex nave, Decker, con grande disappunto, assume il ruolo di ufficiale esecutivo. Si unisce infine all'entità V'ger e trascende a un nuovo piano esistenziale.
- Worf, interpretato da Michael Dorn,[N 7] doppiato in italiano da Sergio Matteucci.[6]
Colonnello klingon che assume il ruolo di avvocato difensore di Kirk e McCoy durante il processo che li condanna ai lavori forzati sulla colonia penale di Rura Penthe per l'omidicio del cancelliere Gorkon. Il colonnello Worf è un antenato del Worf dell'equipaggio della USS Enterprise NCC-1701-D.

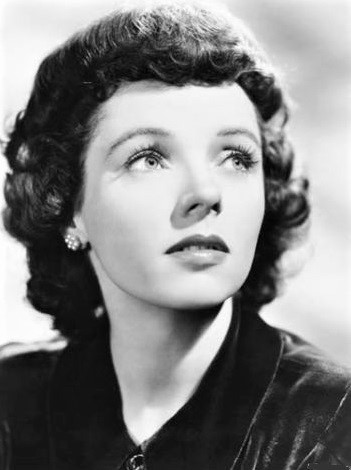
Jane Wyatt, interprete di Amanda Grayson
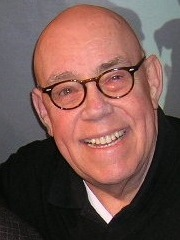
John Schuck, interprete dell'Ambasciatore di Klingon
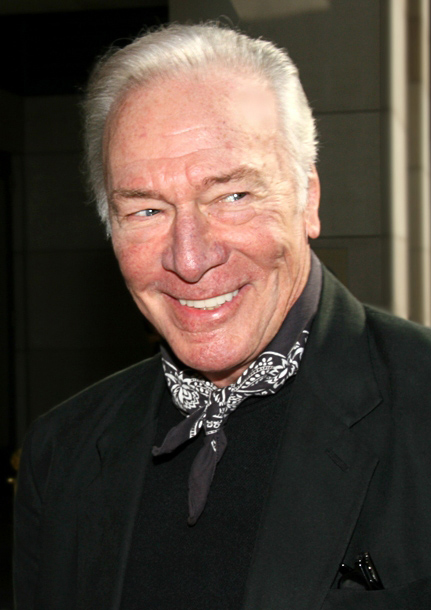
Christopher Plummer, interprete di Chang
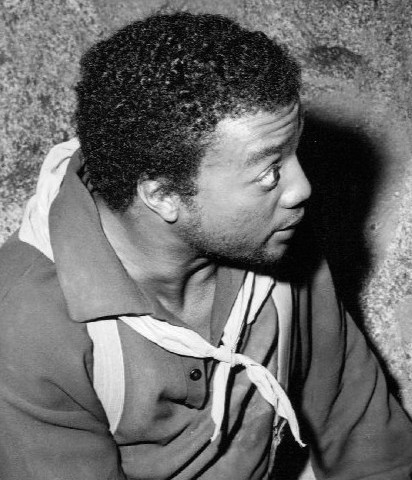
Paul Winfield, interprete di Clark Terrell
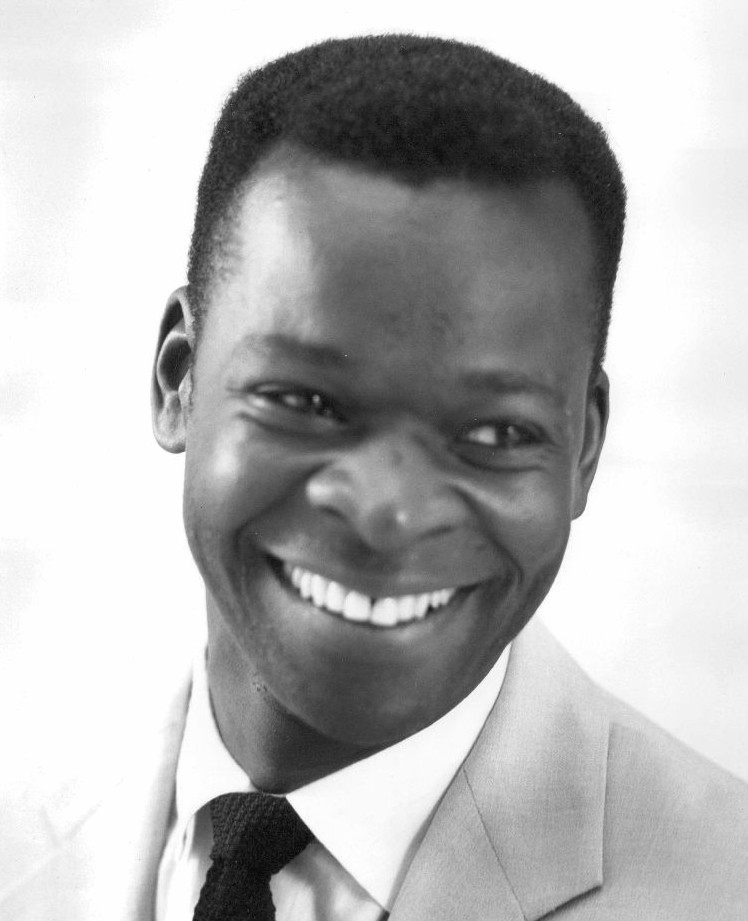
Brock Peters, interprete di Donald Cartwright
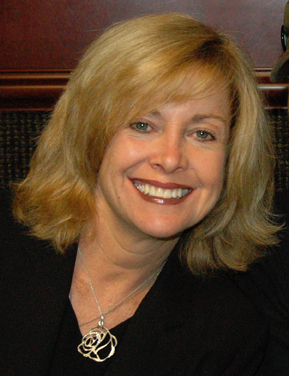
Catherine Hicks, interprete di Gillian Taylor
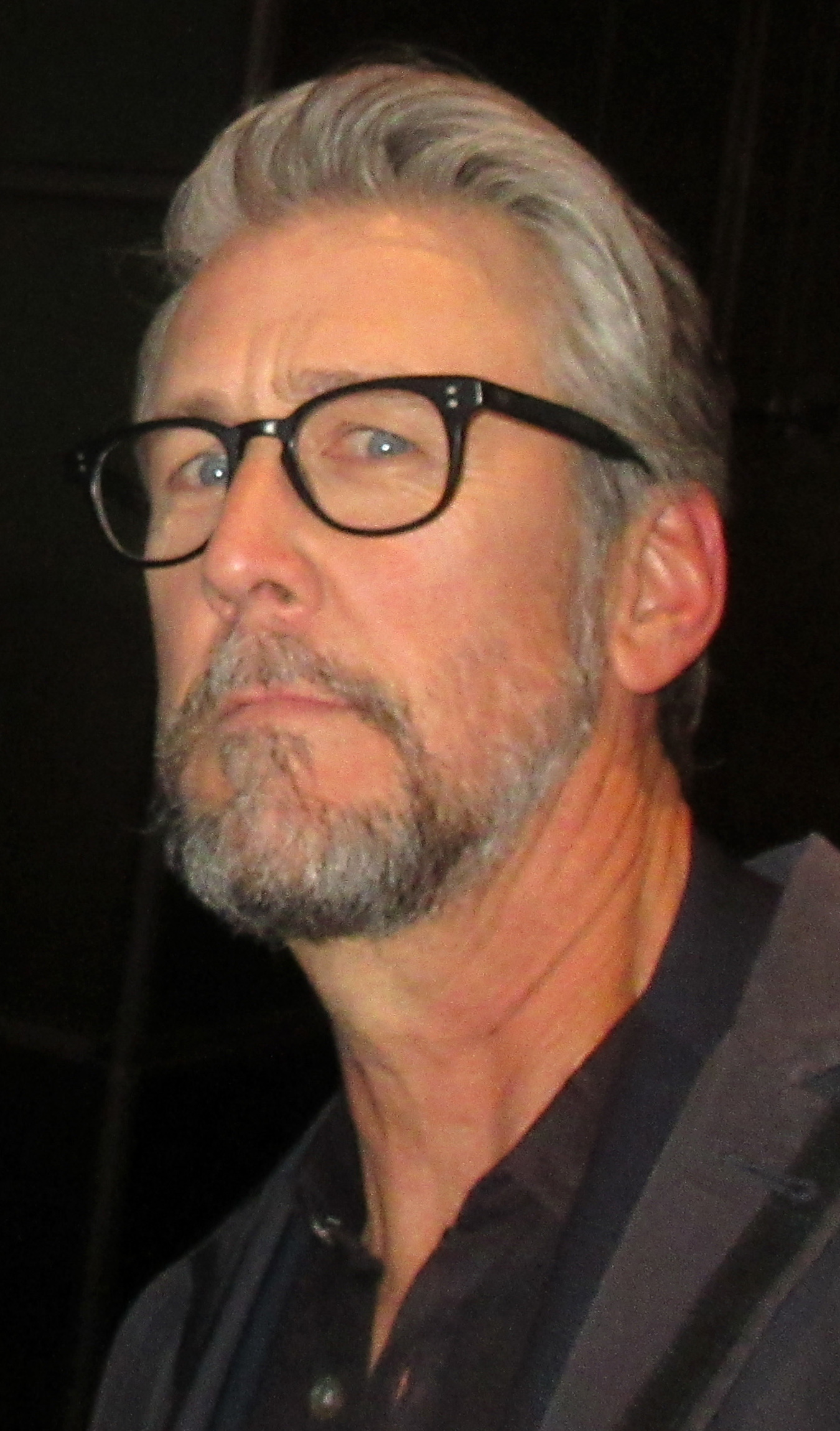
Alan Ruck, interprete di John Harriman
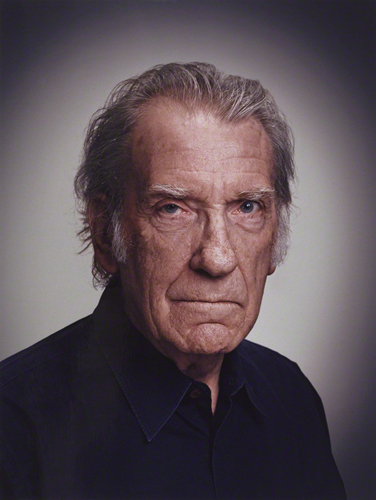
David Warner, interprete di John Talbot e di Gorkon
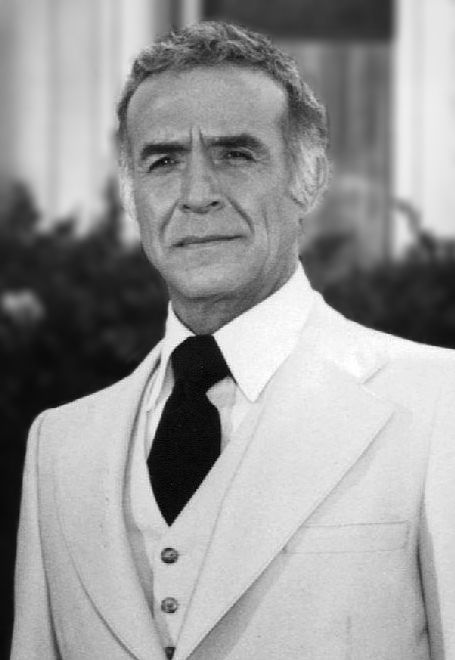
Ricardo Montalbán, interprete di Khan Noonien Singh
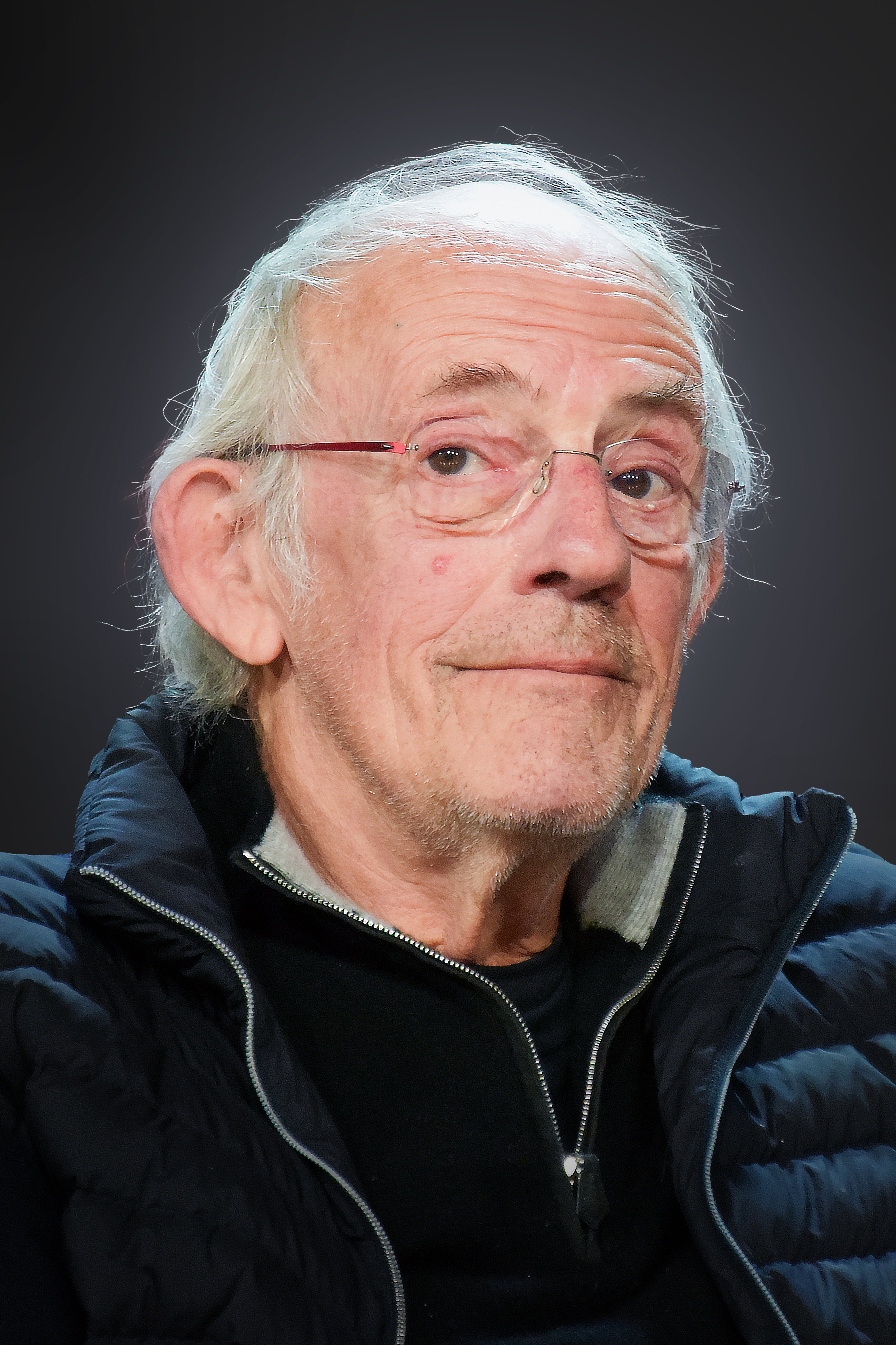
Christopher Lloyd, interprete di Kruge
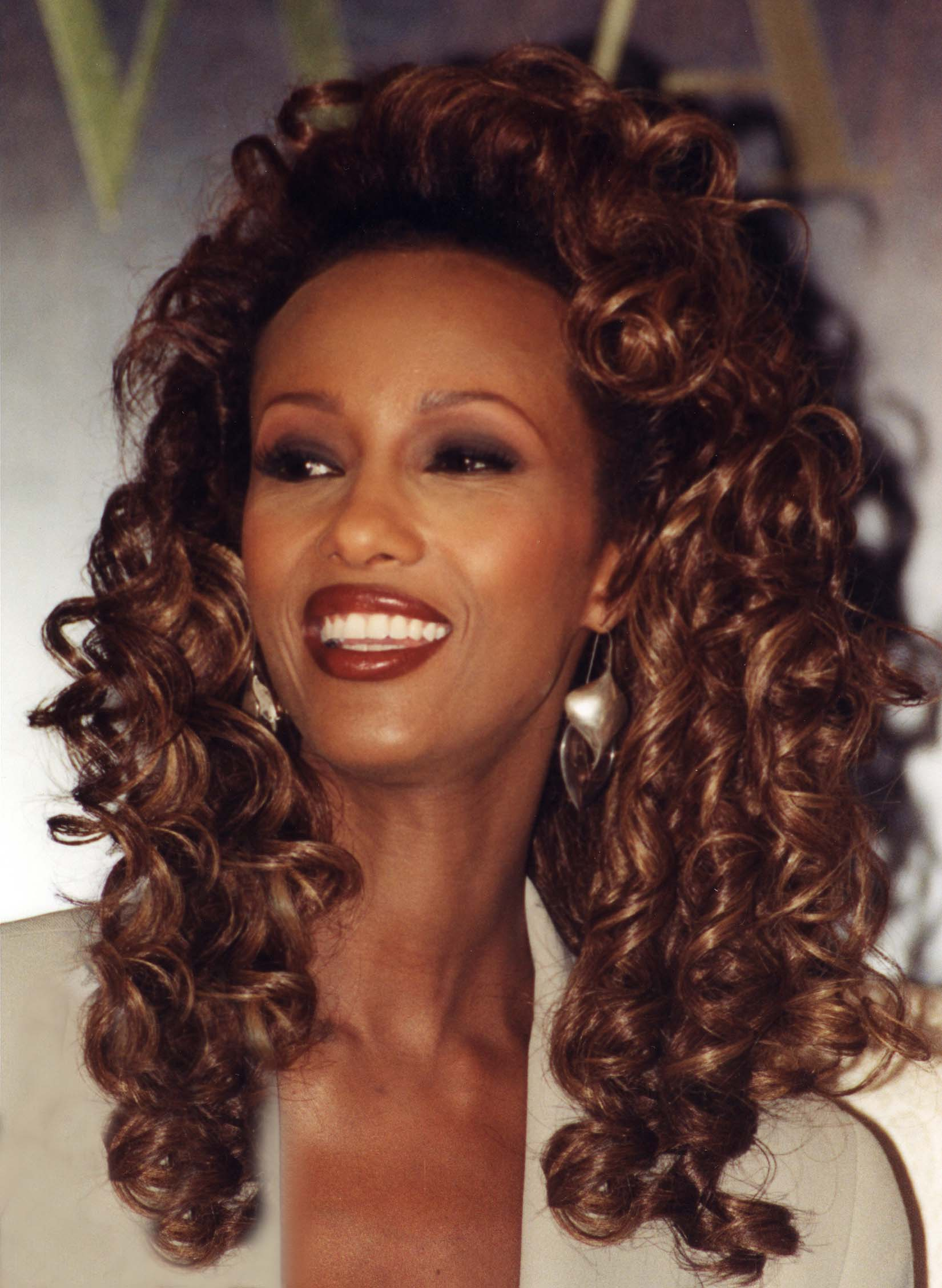
Iman, interprete di Martia
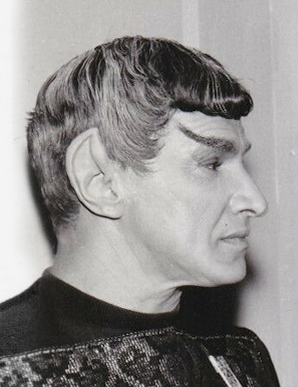
Mark Lenard, interprete di Sarek
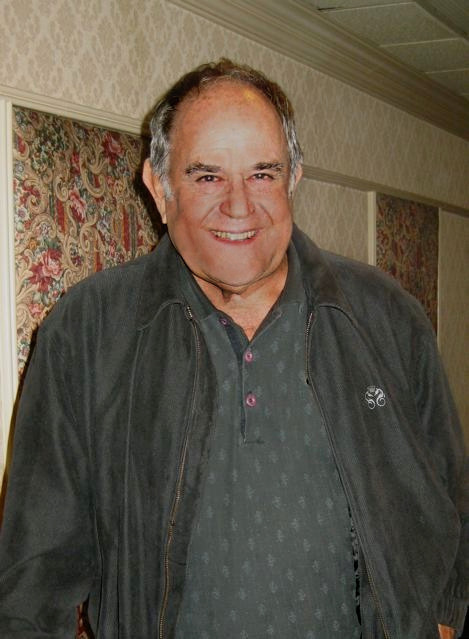
Laurence Luckinbill, interprete di Sybok
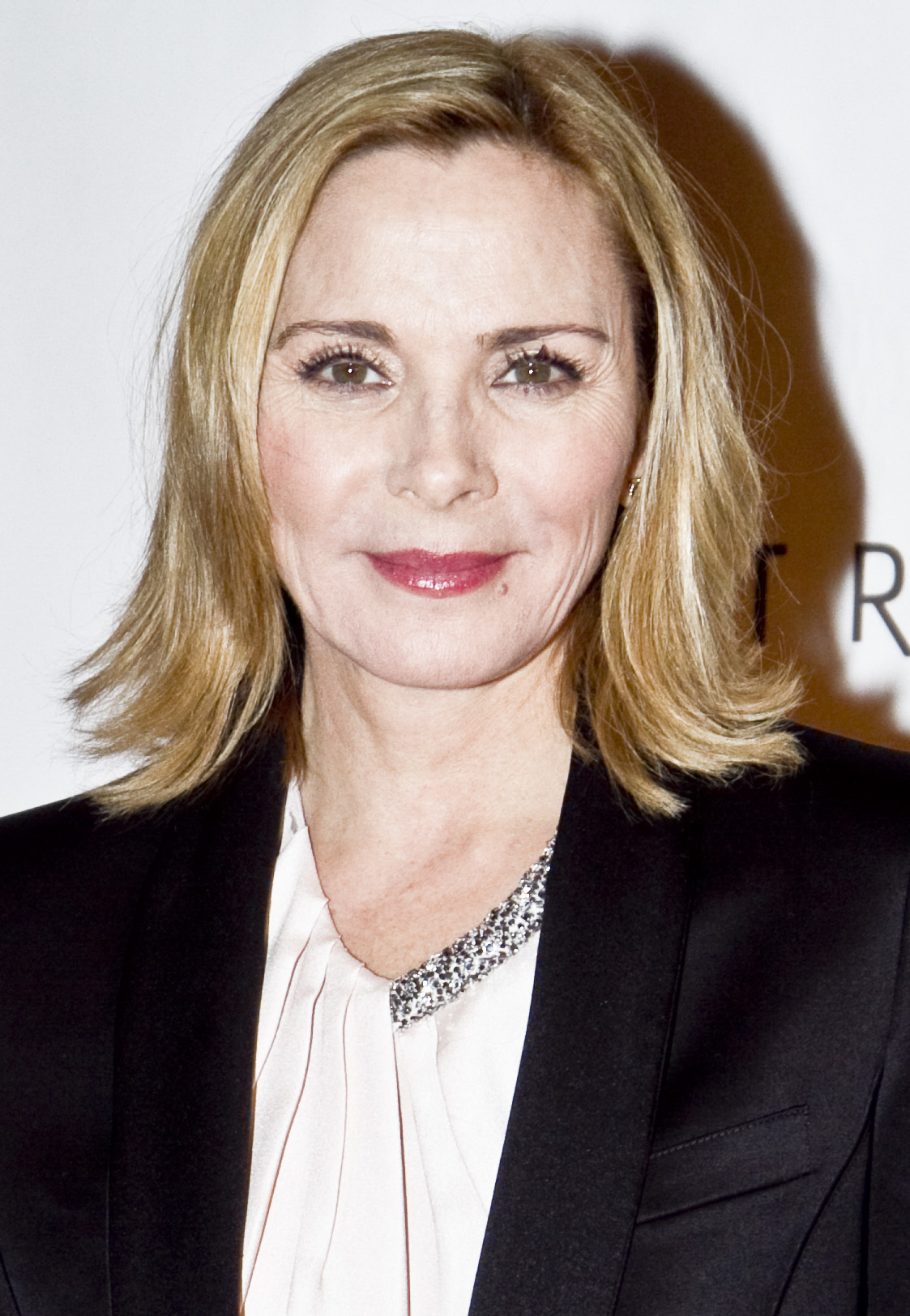
Kim Cattrall, interprete di Valeris
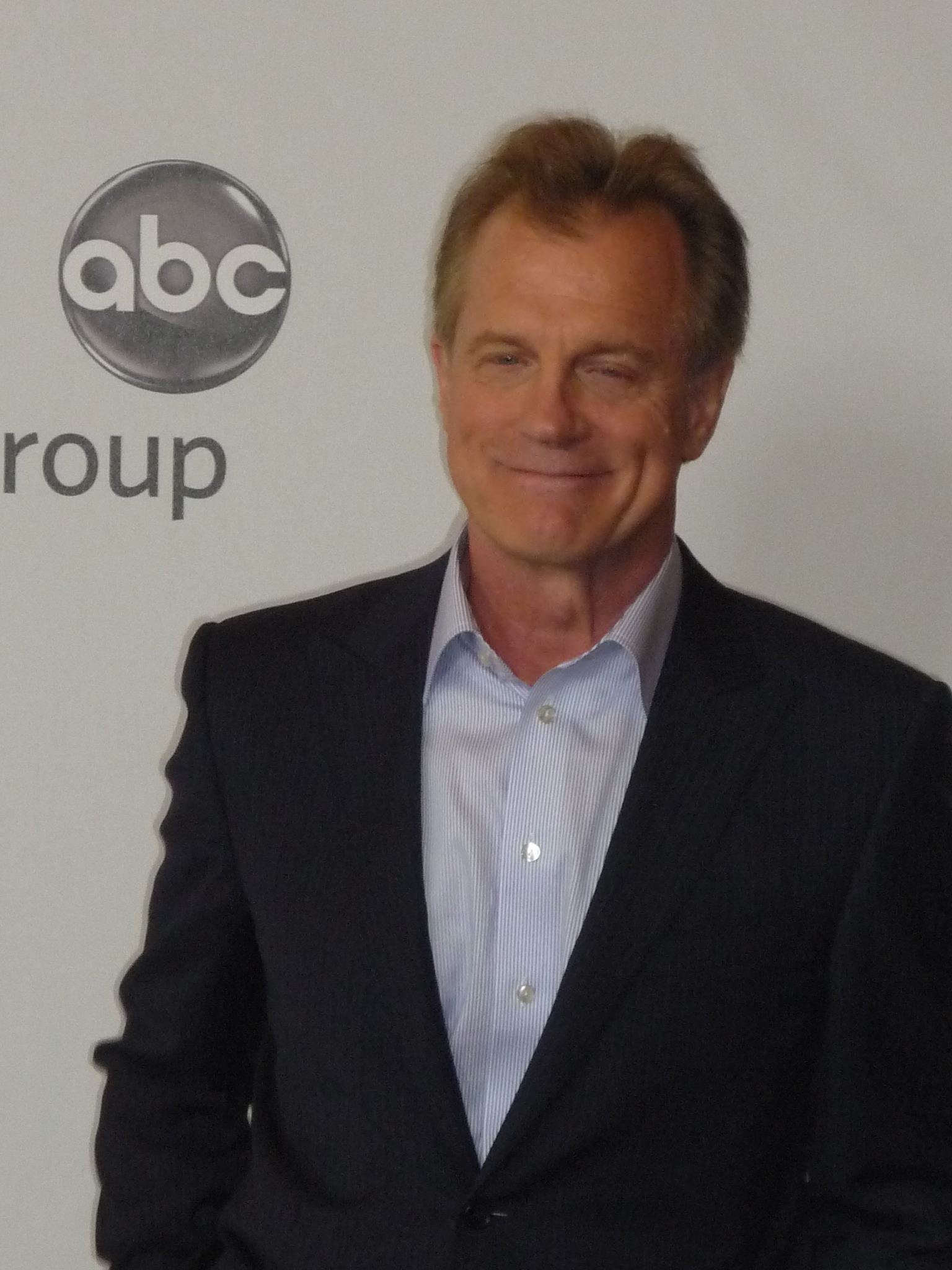
Stephen Collins, interprete di Williard Decker

## The Next Generation

### Personaggi principali
- Jean-Luc Picard, interpretato da Patrick Stewart,[N 15] David Tristan Birkin (stagione 6, adolescente) e da Marcus Nash (stagione 6, giovane), doppiato in italiano da Alessandro Rossi.[7][8][9][10]
- Data, interpretato da Brent Spiner,[N 15] doppiato in italiano da Marco Mete.[7][8][9][10]
- William T. Riker, soprannominato Numero Uno, interpretato da Jonathan Frakes,[N 15] doppiato in italiano da Sergio Di Stefano.[7][8][9][10].
Primo Ufficiale dell''Enterprise D. Ex di Deanna Troi, che in seguito sposerà e con cui avrà due figli.[N 16] Il personaggio compare anche in seguito nei film tratti dalla serie, in Star Trek: Enterprise e Star Trek: Picard.
- Deanna Troi, interpretata da Marina Sirtis,[N 15] doppiata in italiano da Ida Sandone (Generazioni, 1994), Anna Rita Pasanisi (Primo contatto, 1996; Star Trek - La nemesi, 2002), Isabella Pasanisi (Star Trek - L'insurrezione, 1998).[7][8][9][10]
Consigliere sulle USS Enterprise D ed E. Sposerà William Riker.
- Worf, interpretato da Michael Dorn,[N 15] doppiato in italiano da Massimo Pizzirani (Generazioni), Claudio Fattoretto (Primo contatto, 1996; Star Trek - L'insurrezione, 1998; Star Trek - La nemesi, 2002).[7][8][9][10]
- Geordi La Forge, interpretato da LeVar Burton,[N 15] doppiato in italiano da Vittorio De Angelis.[7][8][9][10]
- Beverly Crusher, interpretata da Gates McFadden,[N 15] doppiata in italiano da Serena Verdirosi.[7][8][9][10]
Ufficiale medico capo sulle USS Enterprise D ed E.

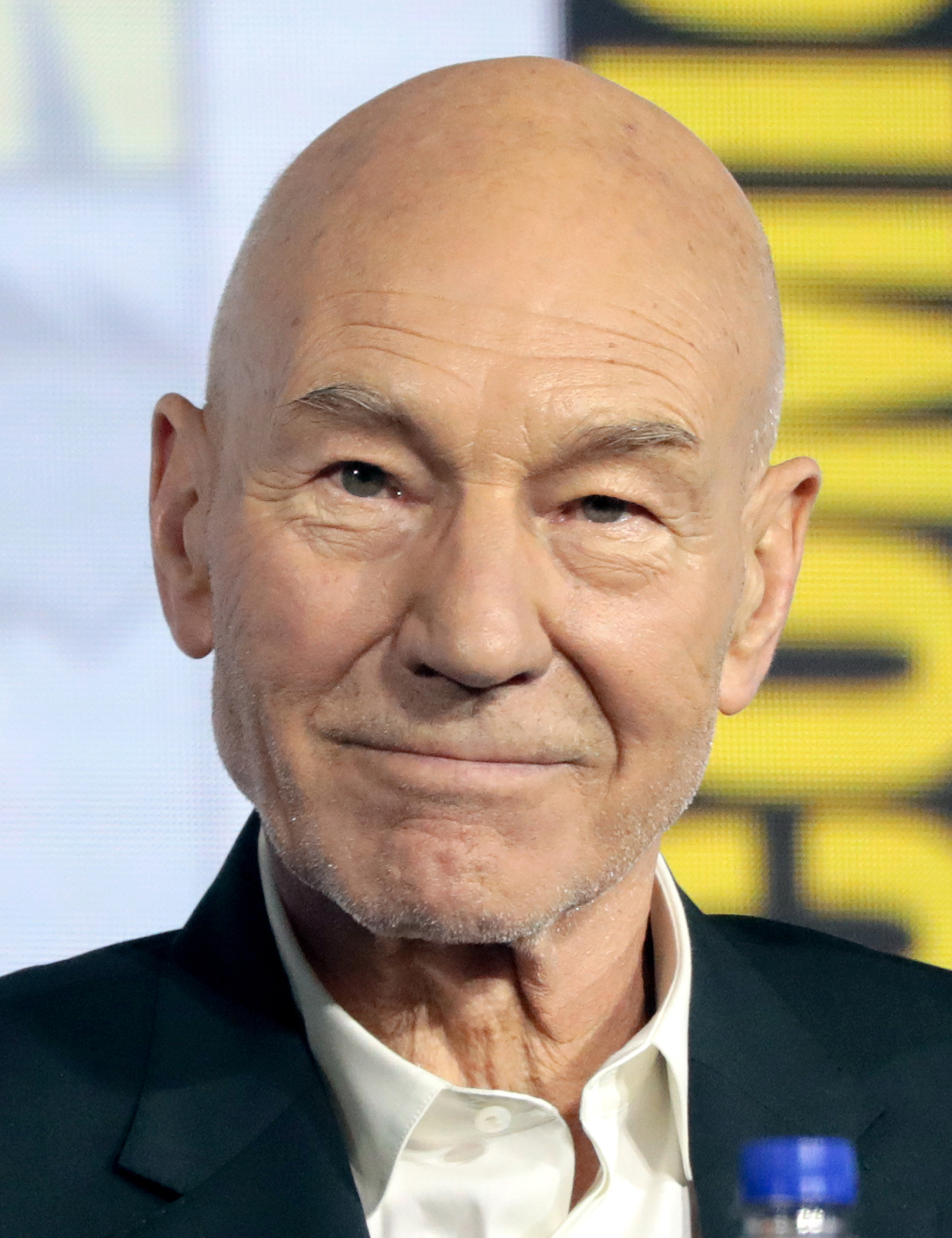
Patrick Stewart, interprete di Jean-Luc Picard
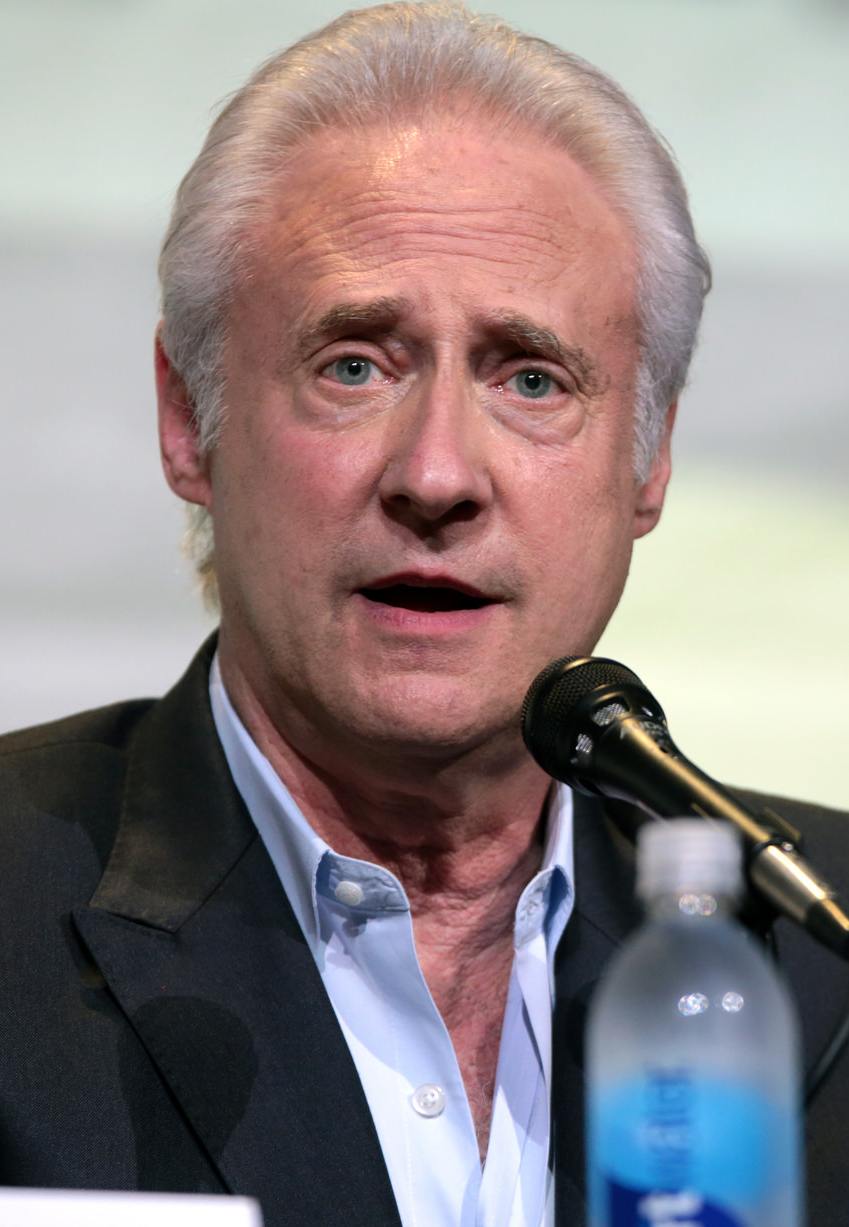
Brent Spiner, interprete di Data e di B-4
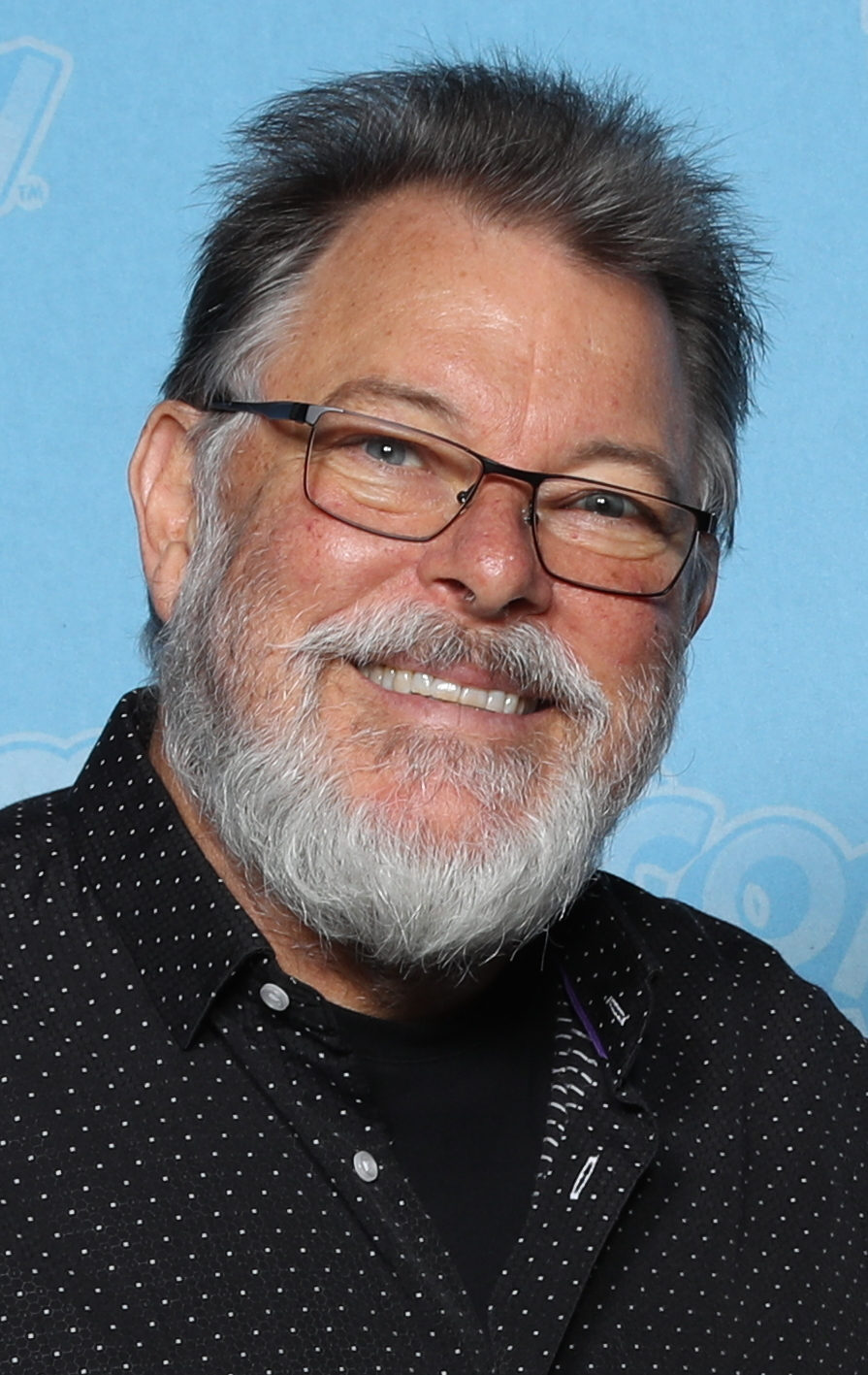
Jonathan Frakes, interprete di William T. Riker
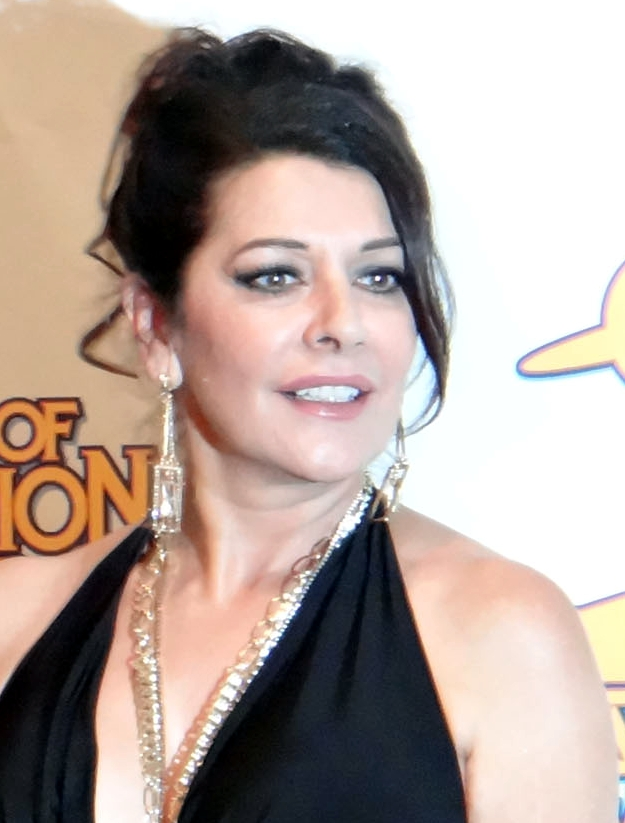
Marina Sirtis, interprete di Deanna Troi
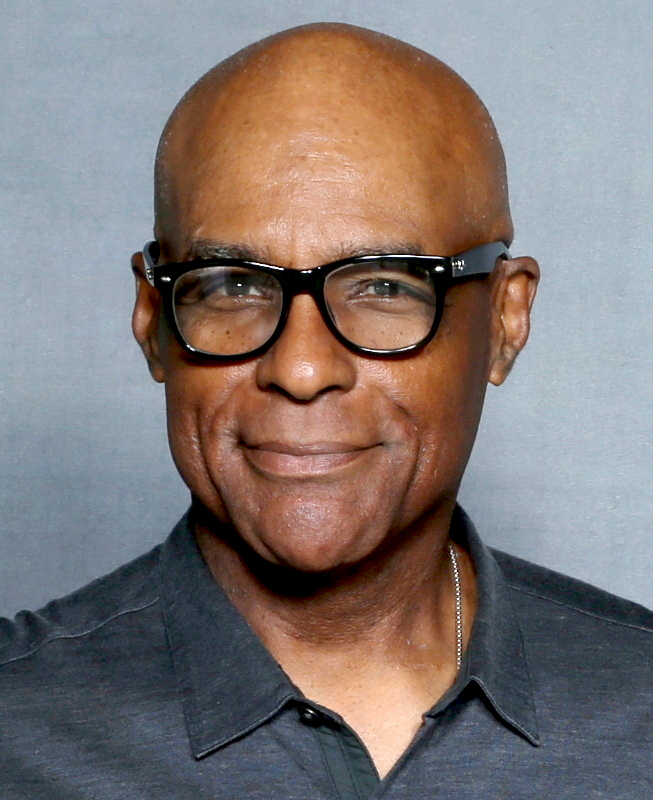
Michael Dorn, interprete di Worf e del suo antenato colonnello[N 17]
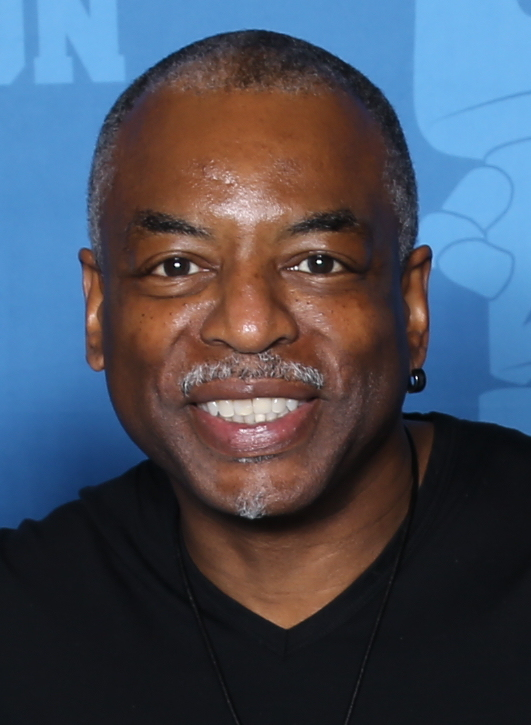
LeVar Burton, interprete di Geordi La Forge
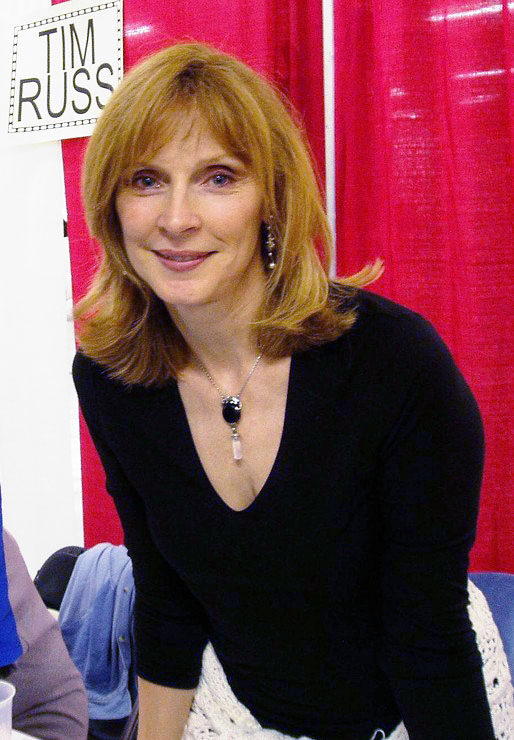
Gates McFadden, interprete di Beverly Crusher

### Altri personaggi
- Adahar Ru'Afo, interpretato da F. Murray Abraham,[N 18] doppiato in italiano da Michele Gammino.[9]
Ru'Afo è l'antagonista principale del nono film.
- Anij, interpretata da Donna Murphy,[N 18] doppiata in italiano da Pinella Dragani.[9]
- B-4, interpretato da Brent Spiner,[N 19] doppiato in italiano da Marco Mete.[10]
Androide creato dal dottor Noonien Soong come prototipo, prima di Data e di Lore, del tutto simile esternamente agli stessi, ma con un cervello positronico meno evoluto e perciò dalle limitate capacità.
- B'Etor Duras, interpretata da Gwynyth Walsh,[N 20] doppiata in italiano da Franca Lumachi.[7]
Klingon, sorella di Lursa, è un'acerrima nemica di Jean-Luc Picard.
- Demora Sulu, interpretata da Jaqueline Kim,[N 20] doppiata in italiano da Eleonora De Angelis.[7]
È la figlia di Hikaru Sulu, che presta servizio come timoniera a bordo della USS Enterprise NCC-1701-B.
- Guinan, interpretata da Whoopi Goldberg,[N 20] doppiata in italiano da Anna Rita Pasanisi (Generazioni, 1994), Rita Savagnone (Star Trek - La nemesi, 2002).[7][10]
- James T. Kirk, interpretato da William Shatner,[N 20] doppiato in italiano da Cesare Barbetti.[7]
Dato per morto durante il varo della USS Enterprise NCC-1701-B, investita dal Nexus, finirà in realtà inghiottito da questo, dove verrà ritrovato dal capitano Jean-Luc Picard, che lo convincerà a tornare con lui su Veridiano III per sconfiggere Tolian Soran. Kirk morirà durante il combattimento con questi, venendo seppellito sul pianeta.
- Kathryn Janeway, interpretata da Kate Mulgrew,[N 19] doppiata in italiano da Daniela Nobili.[10]
Ex capitano della USS Voyager NCC-74656, a lungo dispersa nel Quadrante Delta della galassia, ora ammiraglio.
- Lily Sloane, interpretata da Alfre Wooddard,[N 21] doppiata in italiano da Tiziana Avarista.[8]
Assistente del dottor Cochrane.
- Lursa Duras, interpretata da Barbara March,[N 20] doppiata in italiano da Tiziana Avarista.[7]
Klingon, sorella di B'Etor, è un'acerrima nemica di Jean-Luc Picard.
- Matthew Dougherty, interpretato da Anthony Zerbe,[N 18] doppiato in italiano da Cesare Barbetti.[9]
- Medico olografico, interpretato da Robert Picardo.[N 21]
- Montgomery Scott, interpretato da James Doohan,[N 20] doppiato in italiano da Giorgio Lopez.[7]
- Pavel Chekov, interepretato da Walter Koenig,[N 20] doppiato in italiano da Lucio Saccone.[7]
- Regina Borg, interpretata da Alice Krige,[N 21] doppiata in italiano da Vittoria Febbi.[8]
La Regina Borg è l'antagonista principale dell'ottavo film.
- Reginald Barclay, interpretato da Dwight Schultz.[N 21][7]
- Shinzon, interpretato da Tom Hardy,[N 19] doppiato in italiano da Francesco Bulckaen.[10]
Shinzon è l'antagonista principale del decimo film.
- Tal'Aura, interpretata da Shannon Cochran,[N 19] doppiata in italiano da Silvia Tognoloni.[10]
Senatrice romulana.
- Tolian Soran, interpretato da Malcolm McDowell,[N 20] doppiato in italiano da Manlio De Angelis.[7]
Il dottor Tolian Soran è l'antagonista principale del settimo film.
- Viceré, interpretato da Ron Perlman,[N 19] doppiato in italiano da Francesco Pannofino.[10]
Remano, ha allevato e protetto Shinzon ed è il suo braccio destro.
- Wesley Crusher, interpretato da Wil Wheaton.[N 19]
- Zefram Cochrane, interpretato da James Cromwell,[N 21] doppiato in italiano da Dario Penne.[8]

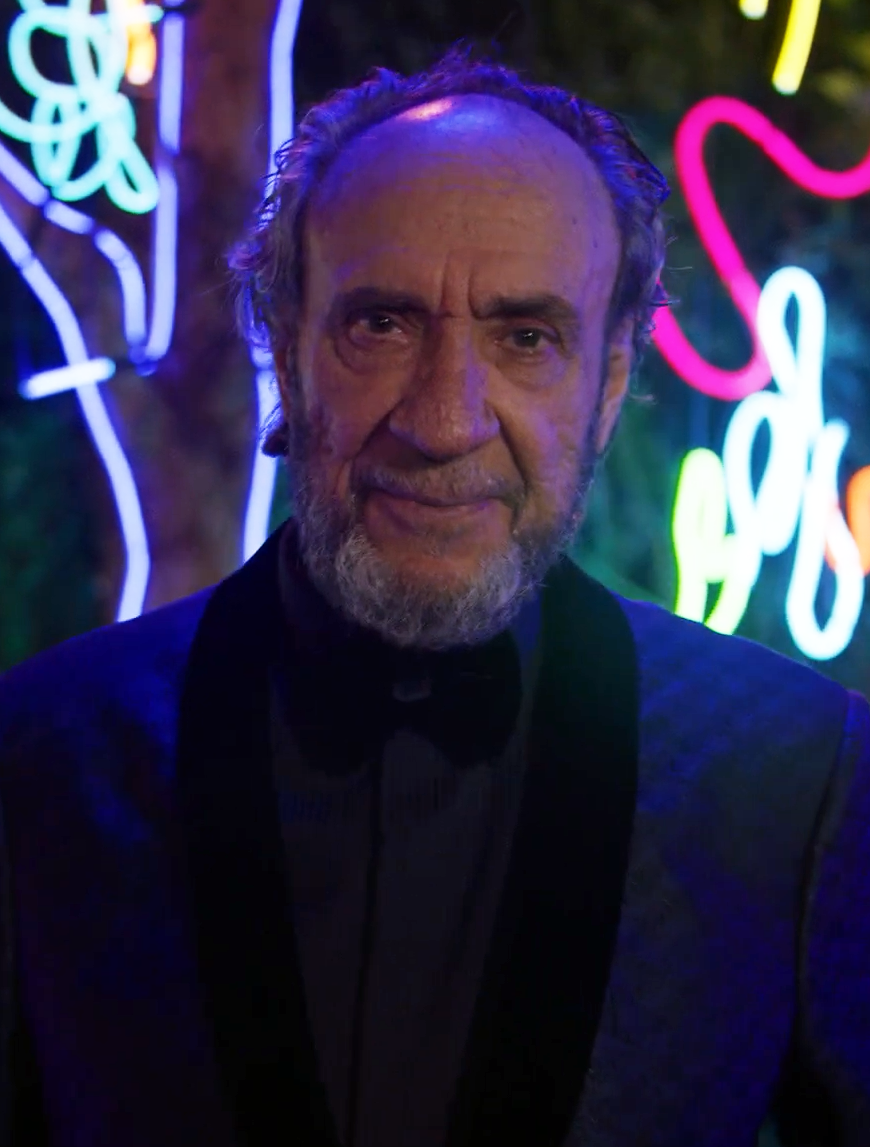
F. Murray Abraham, interprete di Adahar Ru'Afo
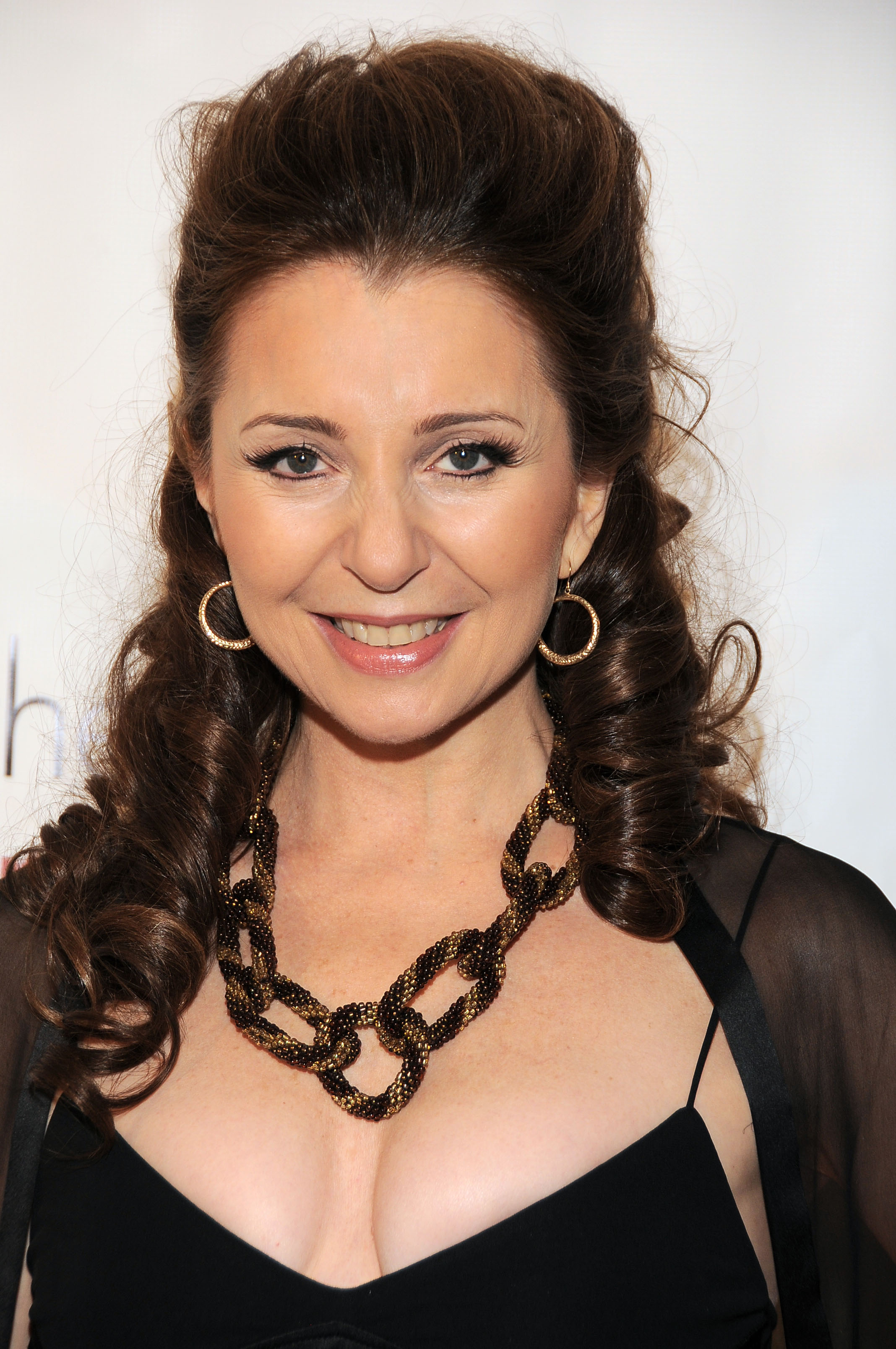
Donna Murphy, interprete di Anij
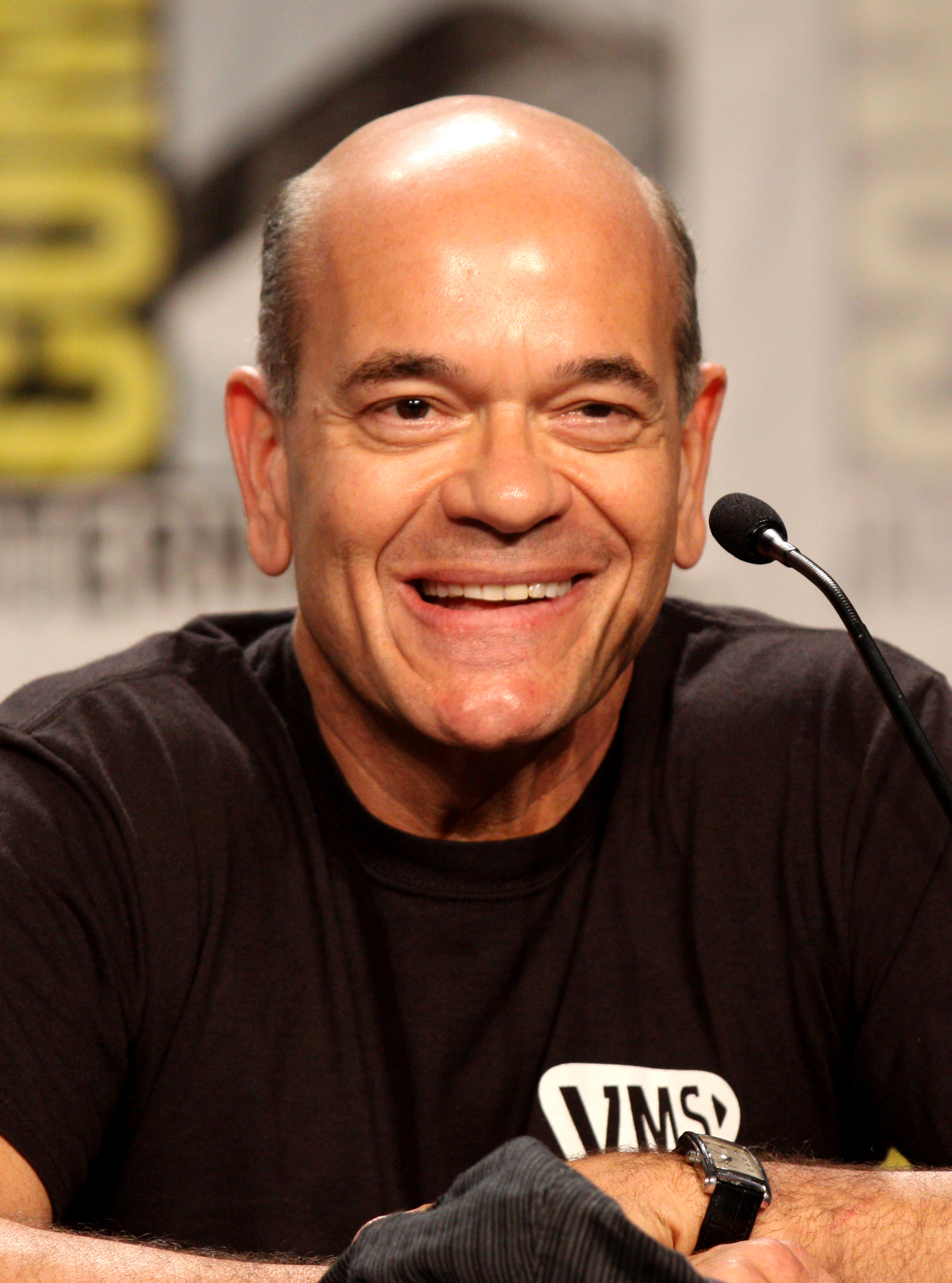
Robert Picardo, interprete del Medico olografico
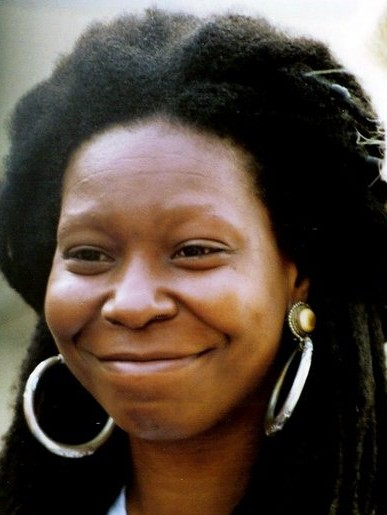
Whoopi Goldberg, interprete di Guinan
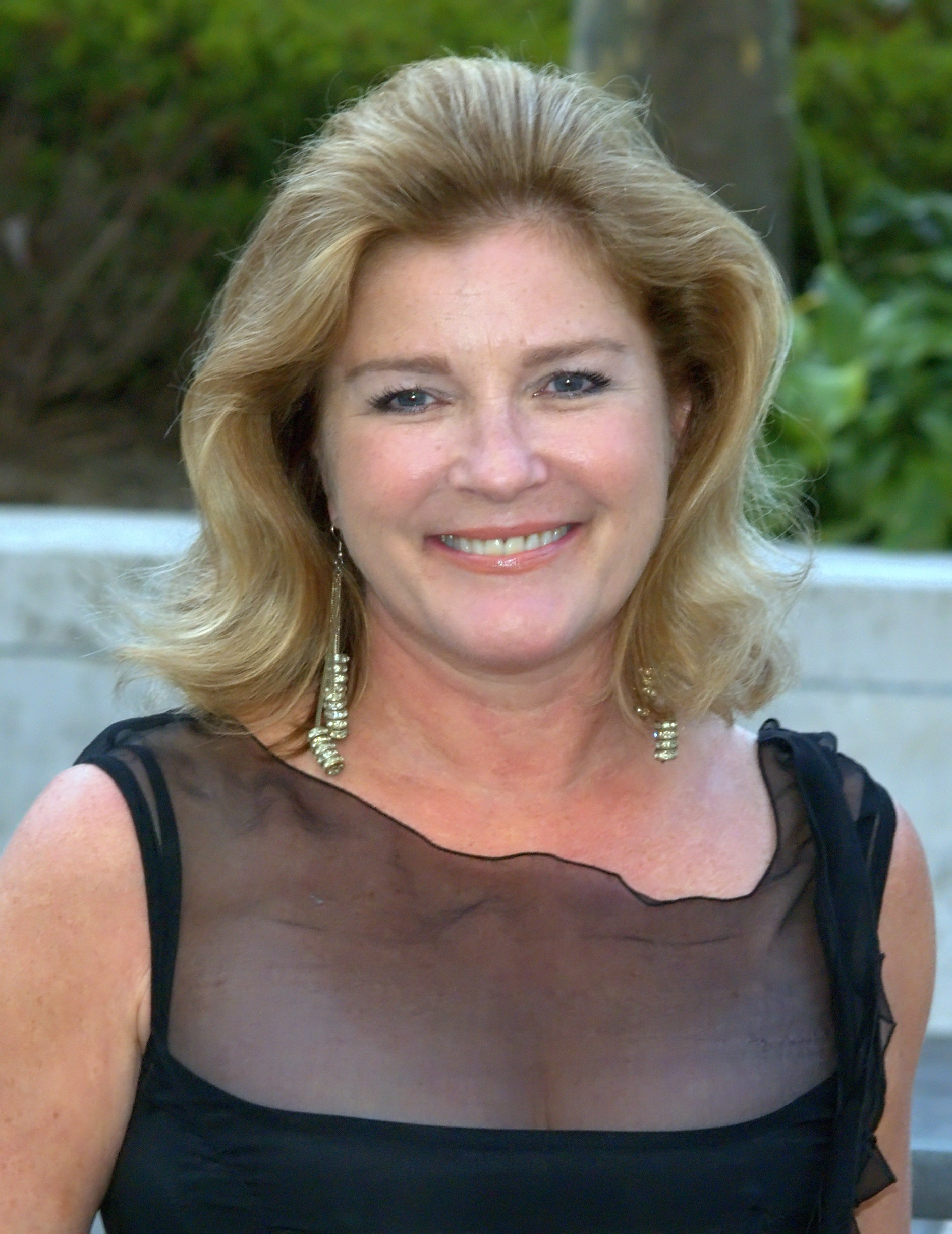
Kate Mulgrew, interprete di Kathryn Janeway
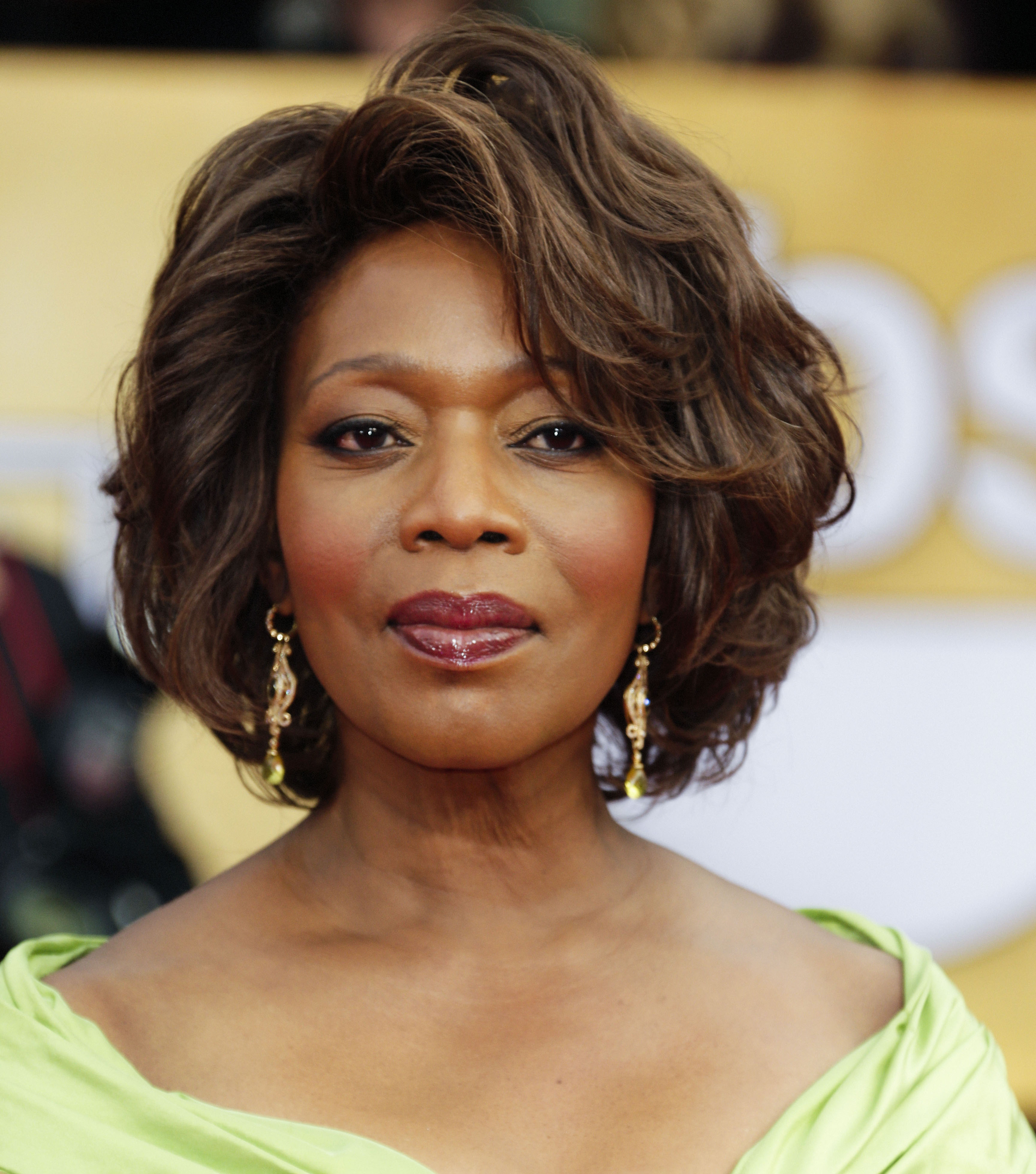
Alfre Woodard, interprete di Lily Sloane
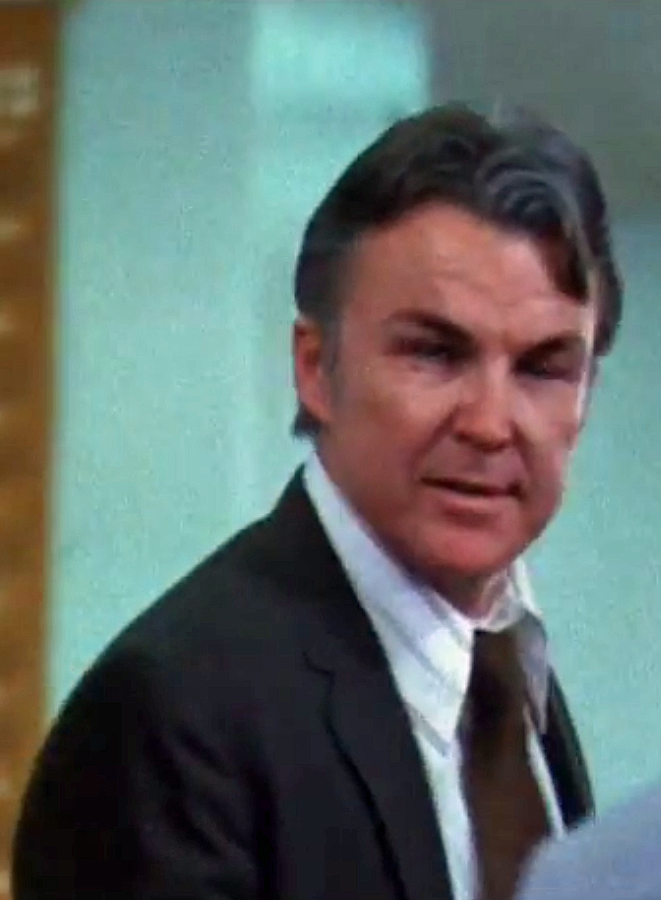
Anthony Zerbe, interprete dell'ammiraglio Matthew Dougherty
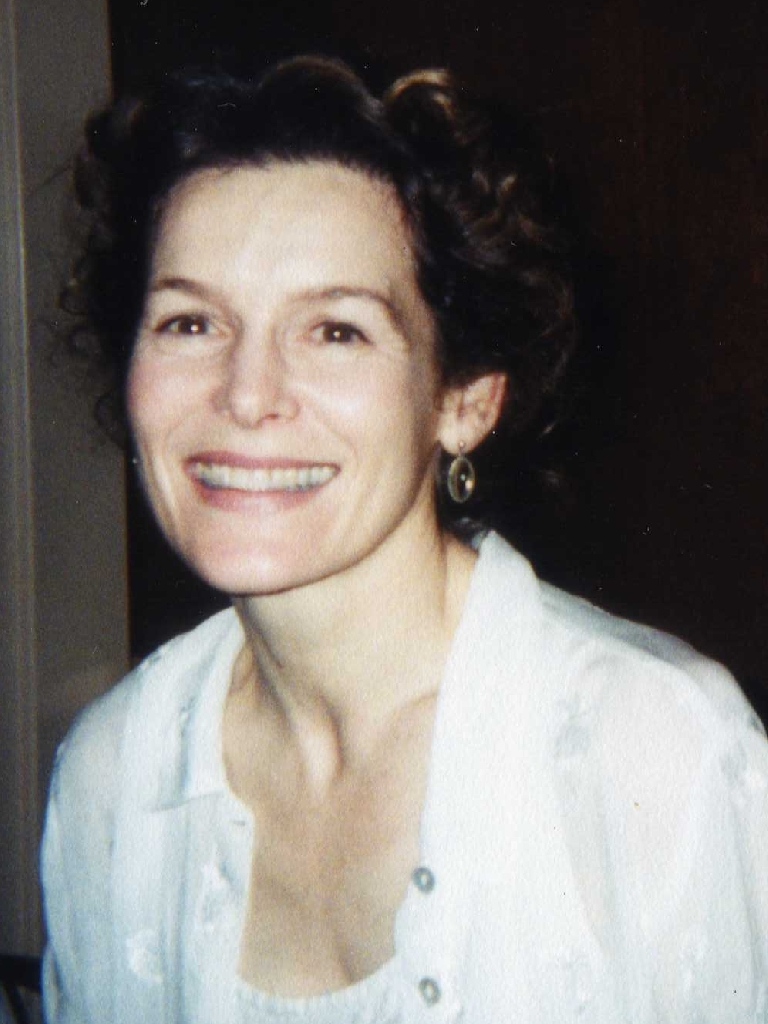
Alice Krige, interprete della Regina Borg
Dwight Schultz, interprete di Reginald Barclay
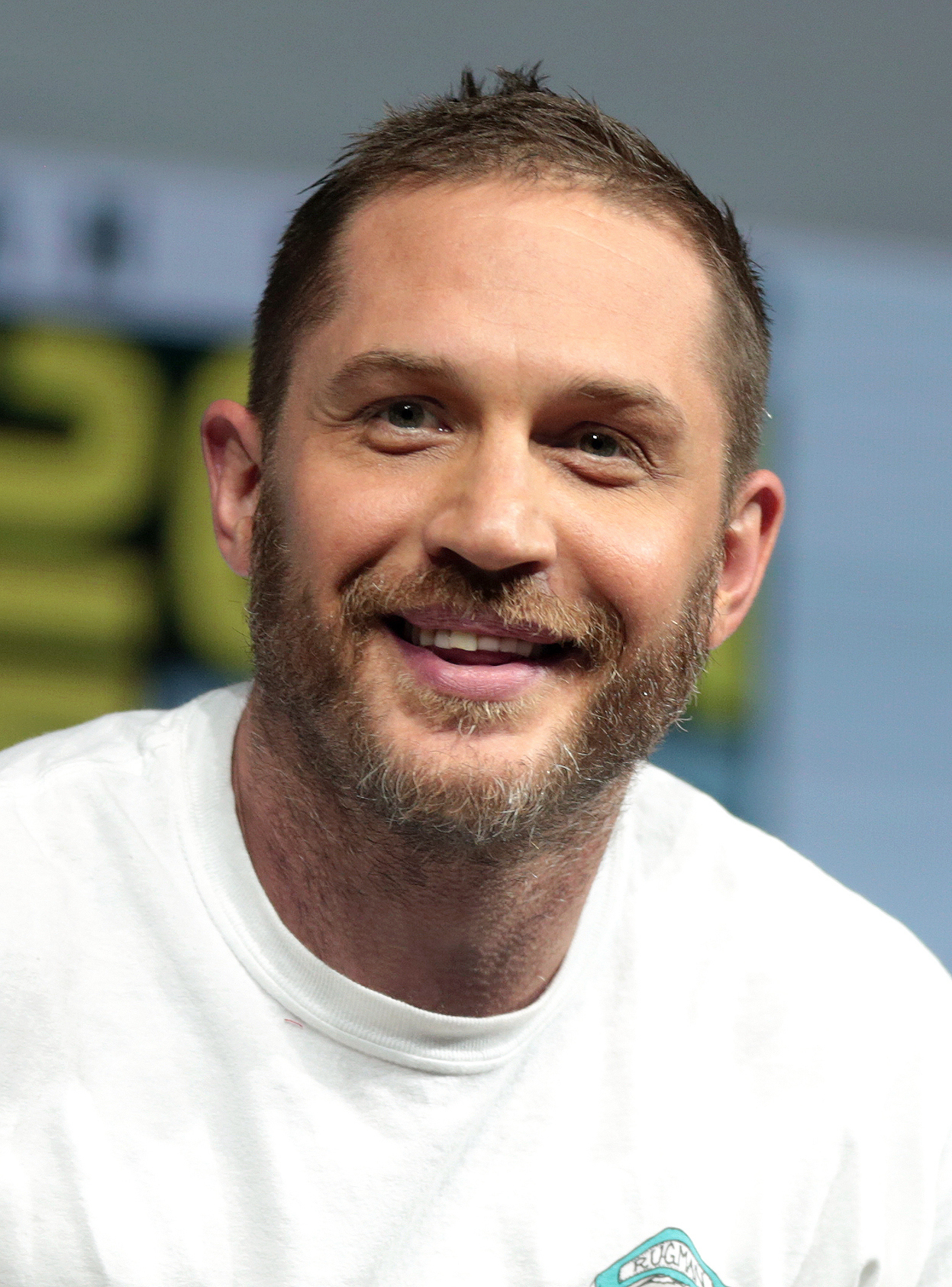
Tom Hardy, interprete di Shinzon
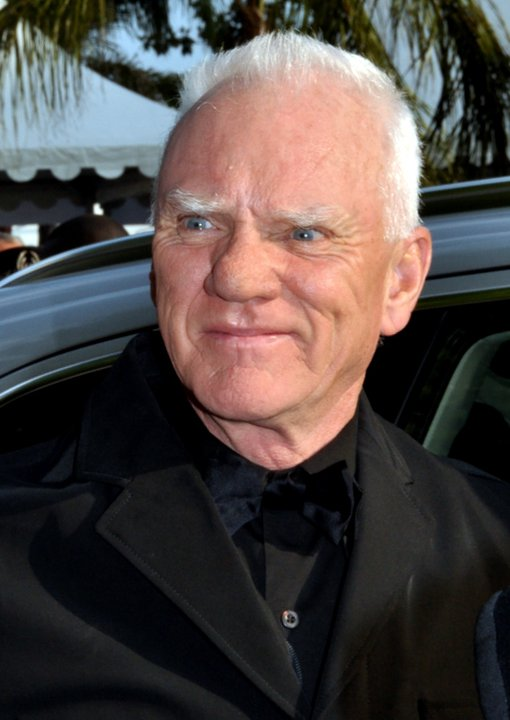
Malcolm McDowell, interprete di Tolian Soran
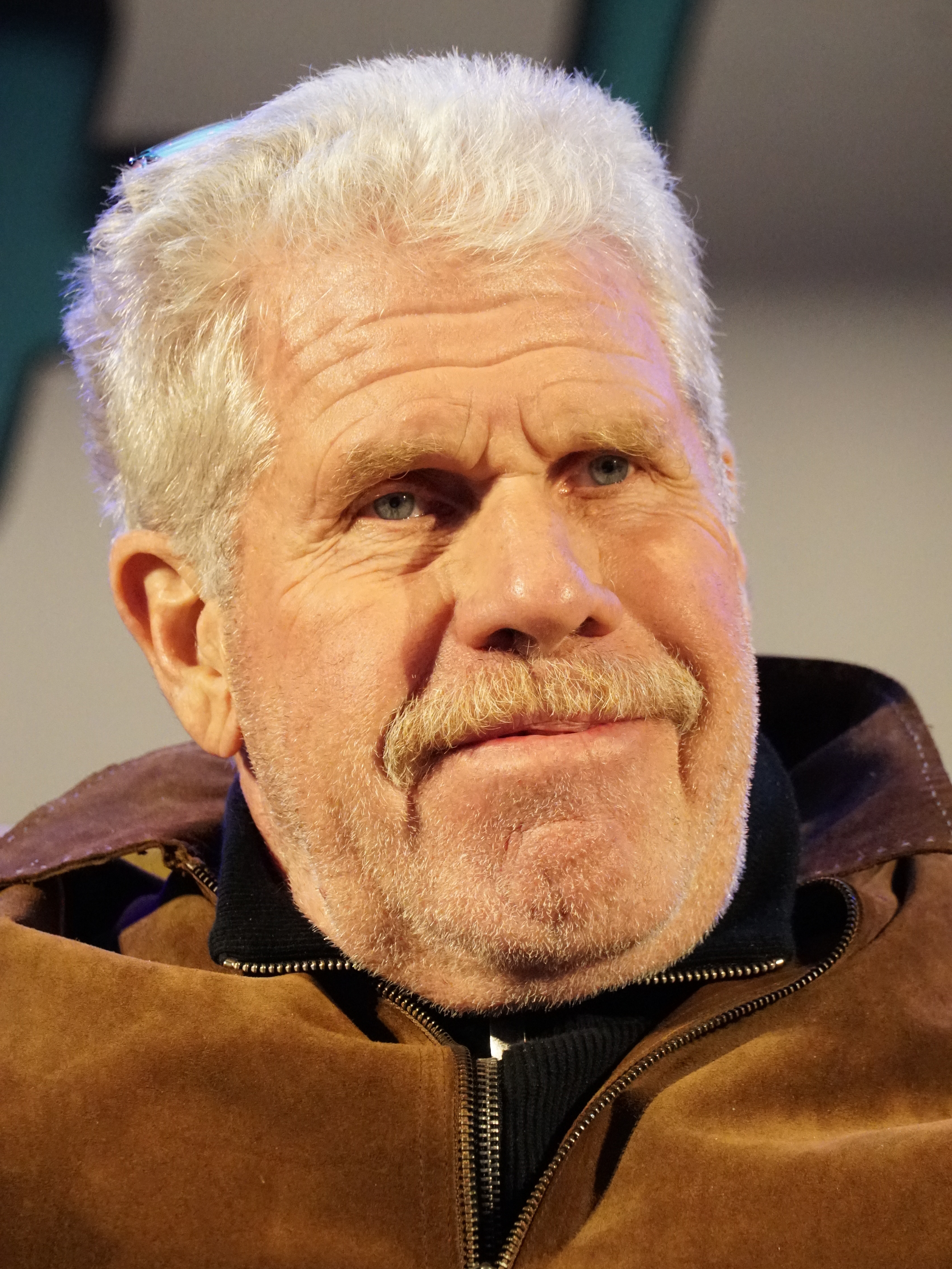
Ron Perlman, interprete del Viceré Remano
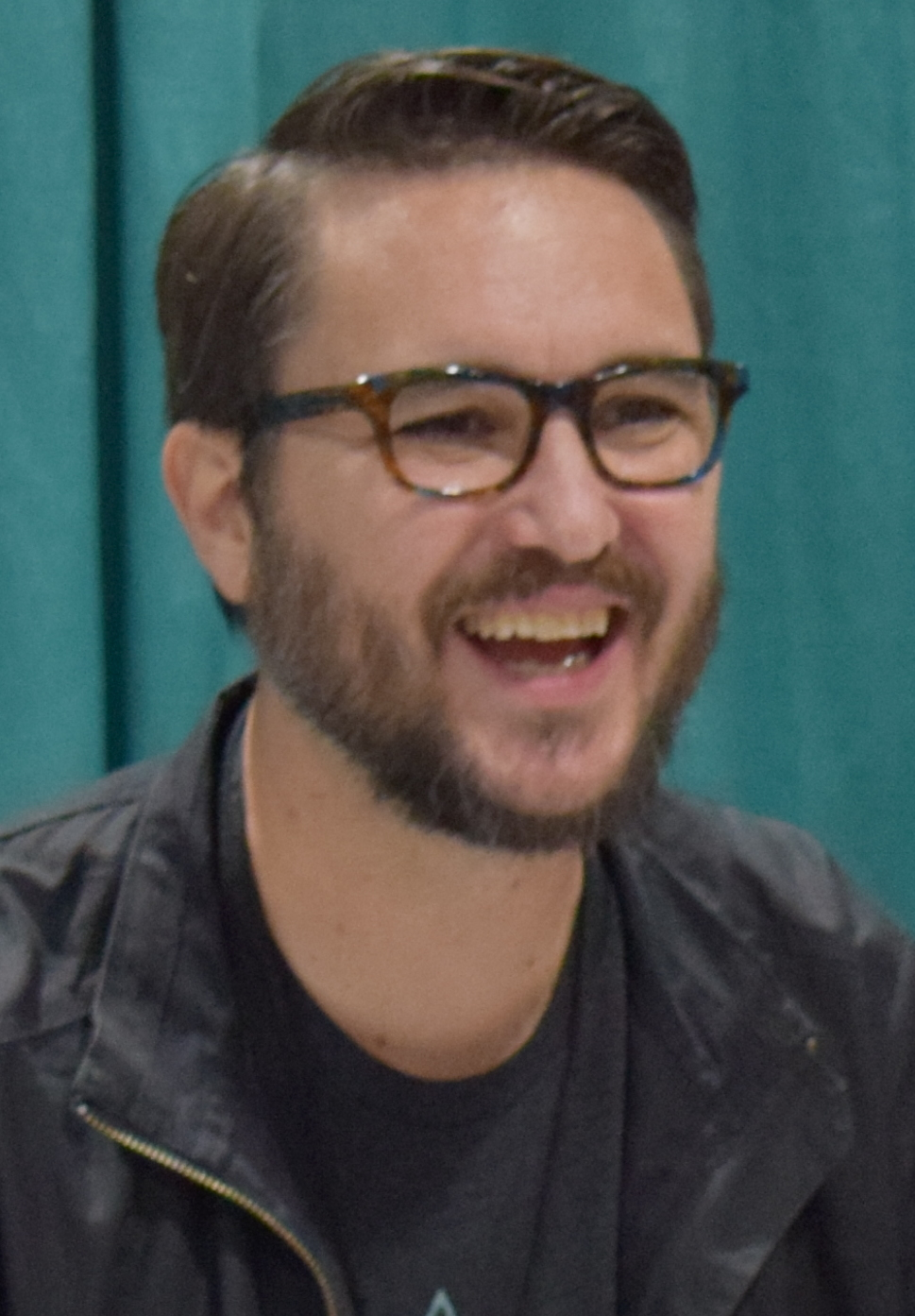
Wil Wheaton, interprete di Wesley Crusher
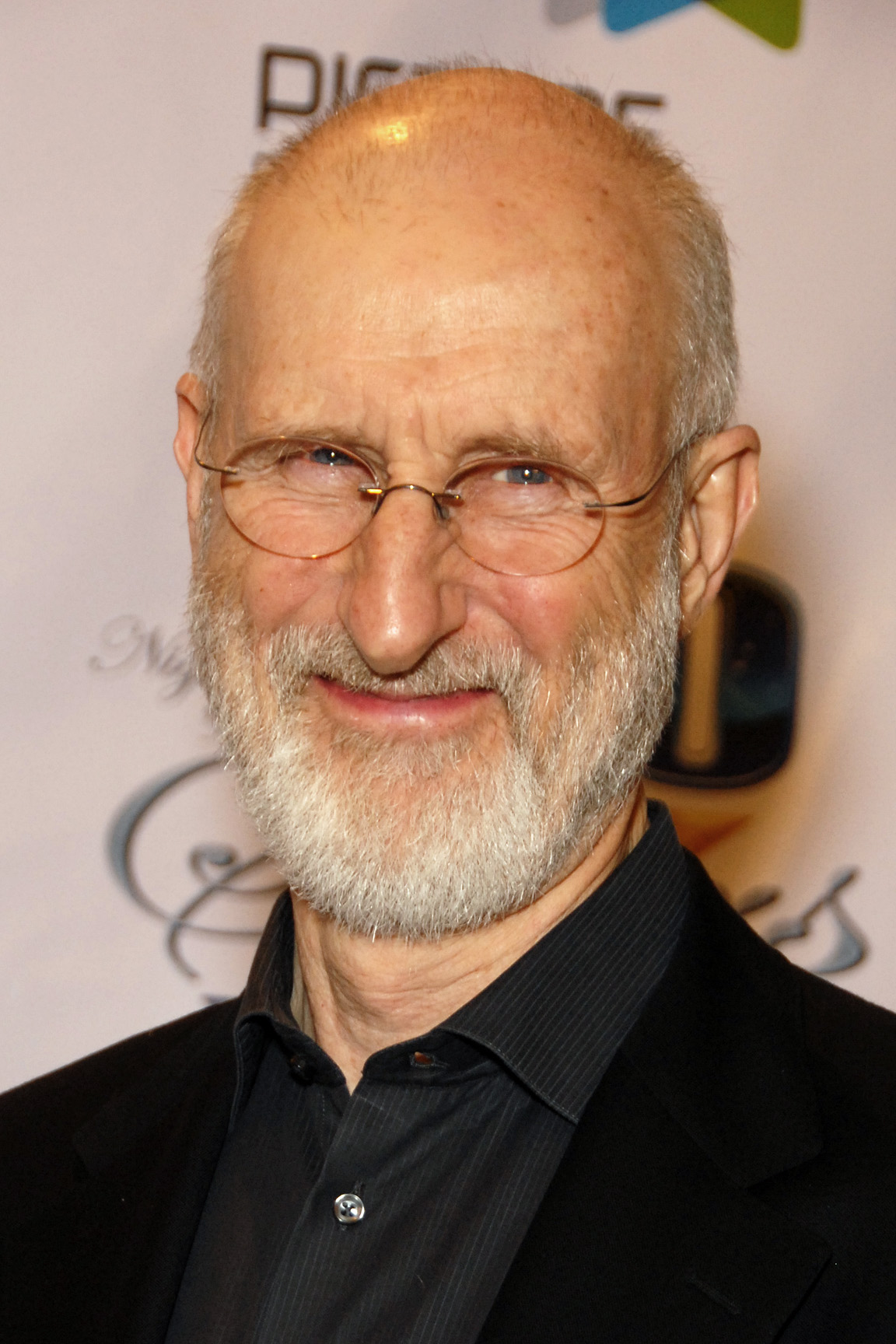
James Cromwell, interprete di Zefram Cochrane

## Kelvin Timeline

### Personaggi principali
- James Tiberius Kirk, interpretato da Chris Pine,[N 22] doppiato in italiano da Stefano Crescentini.[11][12]
- Spock, interpretato da Zachary Quinto (giovane)[N 23] e da Leonard Nimoy (anziano);[N 24] doppiato in italiano da Alessio Cigliano (giovane) e da Sergio Graziani (anziano).[11][12][13]
- Leonard McCoy, interpretato da Karl Urban,[N 22] doppiato in italiano da Francesco Bulckaen.[11][12][13]
- Nyota Uhura, interpretata da Zoe Saldana,[N 22] doppiata in italiano da Ilaria Stagni.[11][12][13]
- Montgomery Scott, interpretato da Simon Pegg,[N 22] doppiato in italiano da Nanni Baldini.[11][12][13]
- Hikaru Sulu, interpretato da John Cho,[N 22] doppiato in italiano da Gianfranco Miranda.[11][12][13]
- Pavel Chekov, interpretato da Anton Yelchin,[N 22] doppiato in italiano da Davide Perino.[11][12][13]

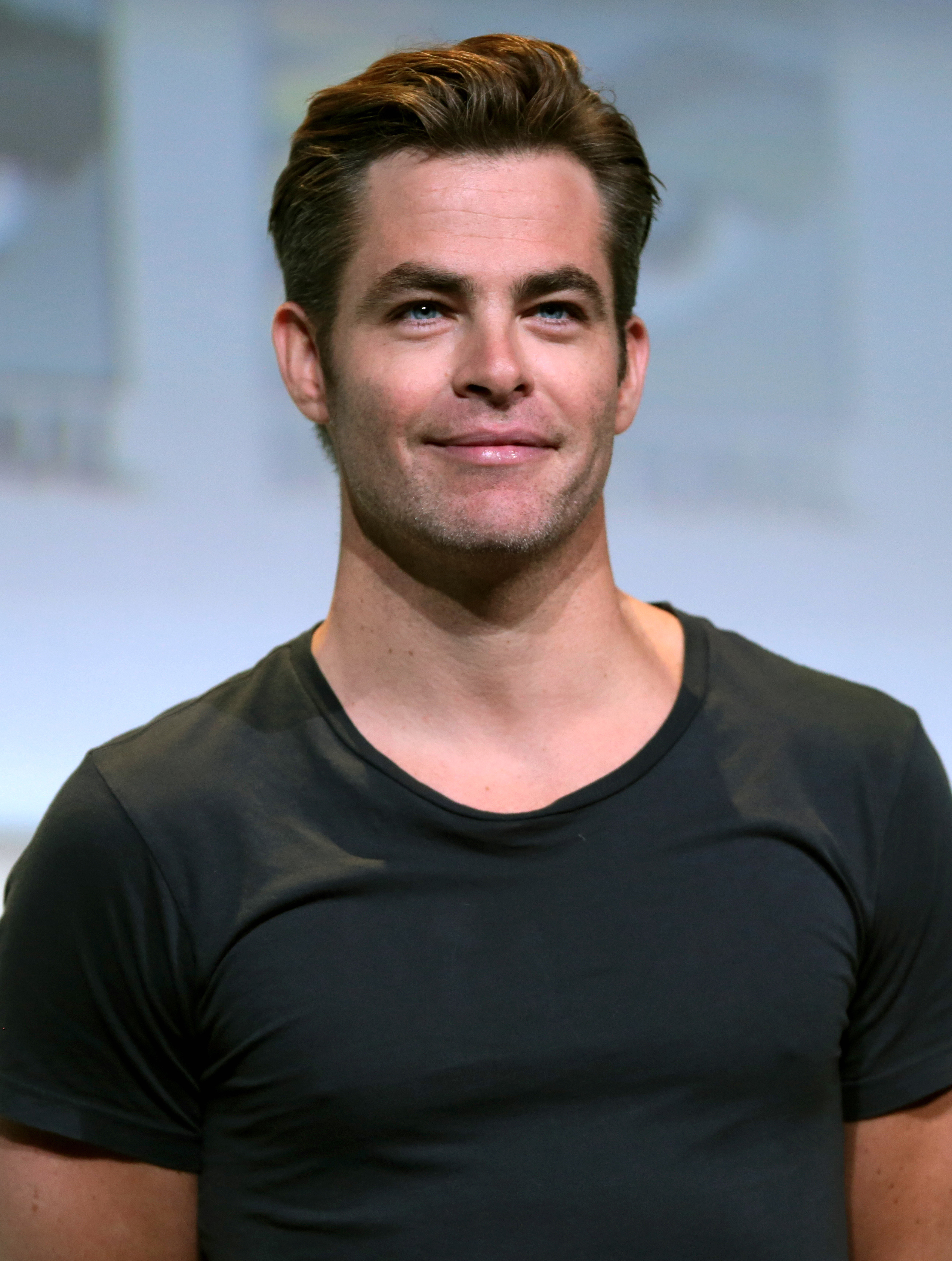
Chris Pine, interprete di James Tiberius Kirk
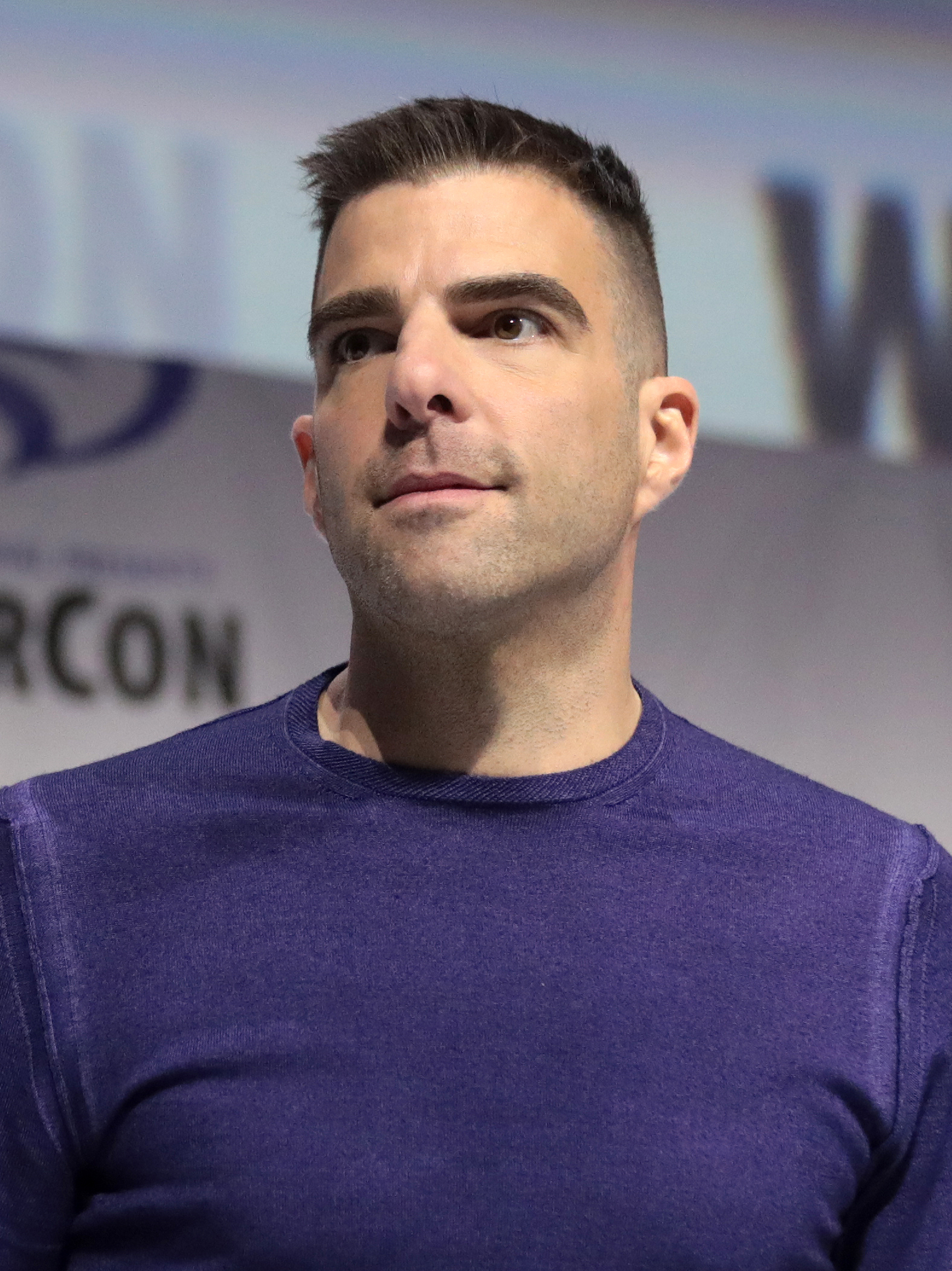
Zachary Quinto, interprete di Spock
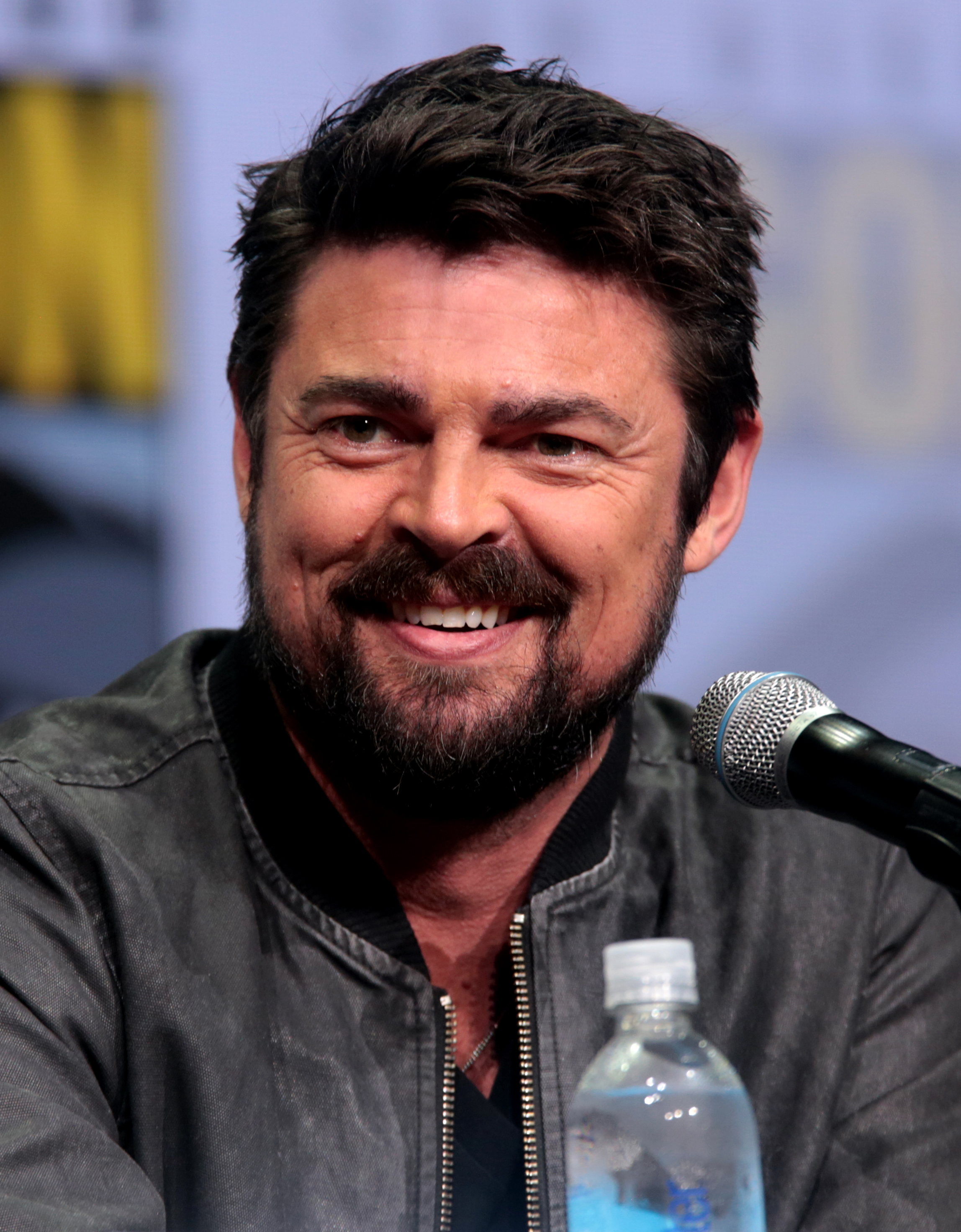
Karl Urban, interprete di Leonard McCoy
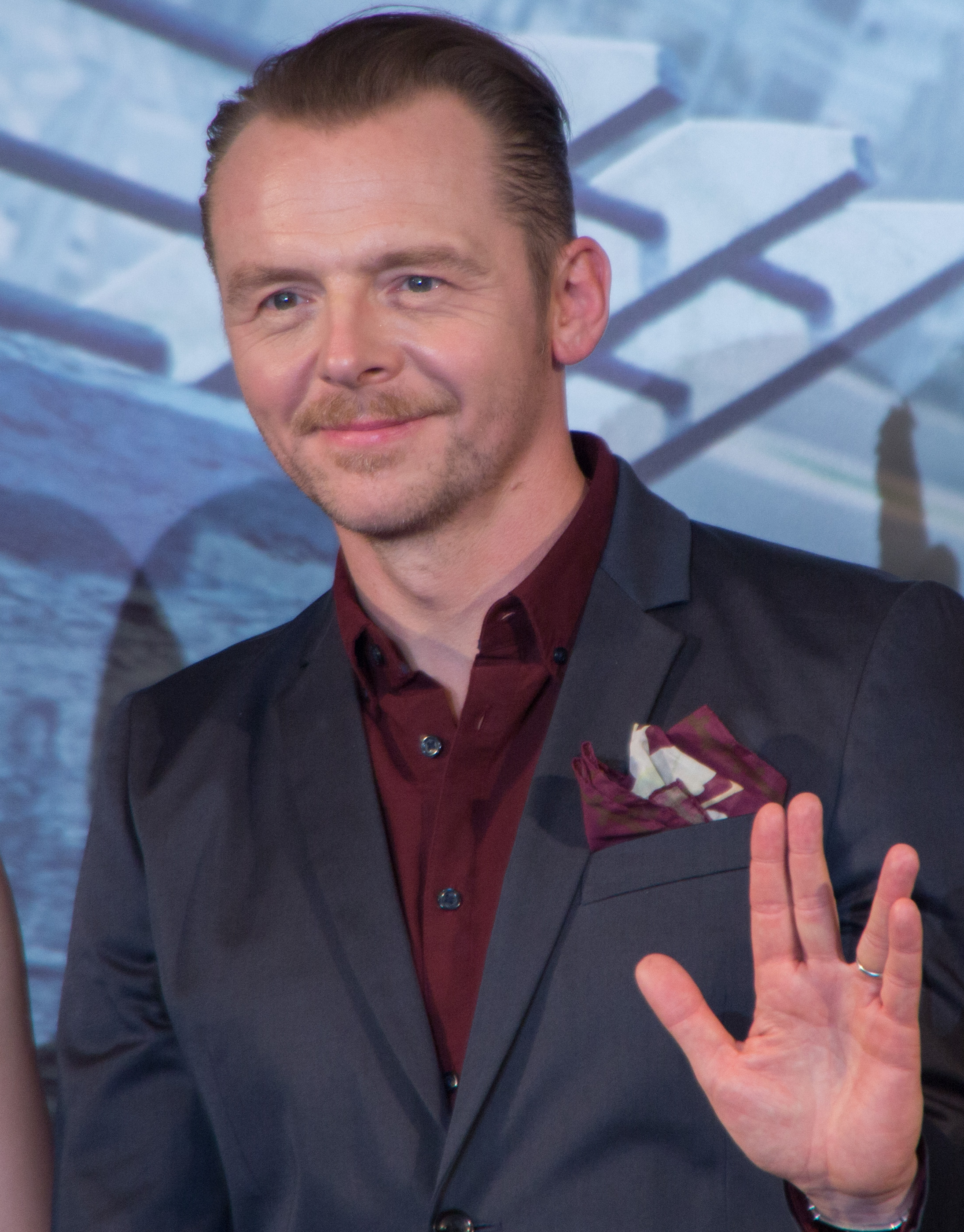
Simon Pegg, interprete di Montgomery Scott
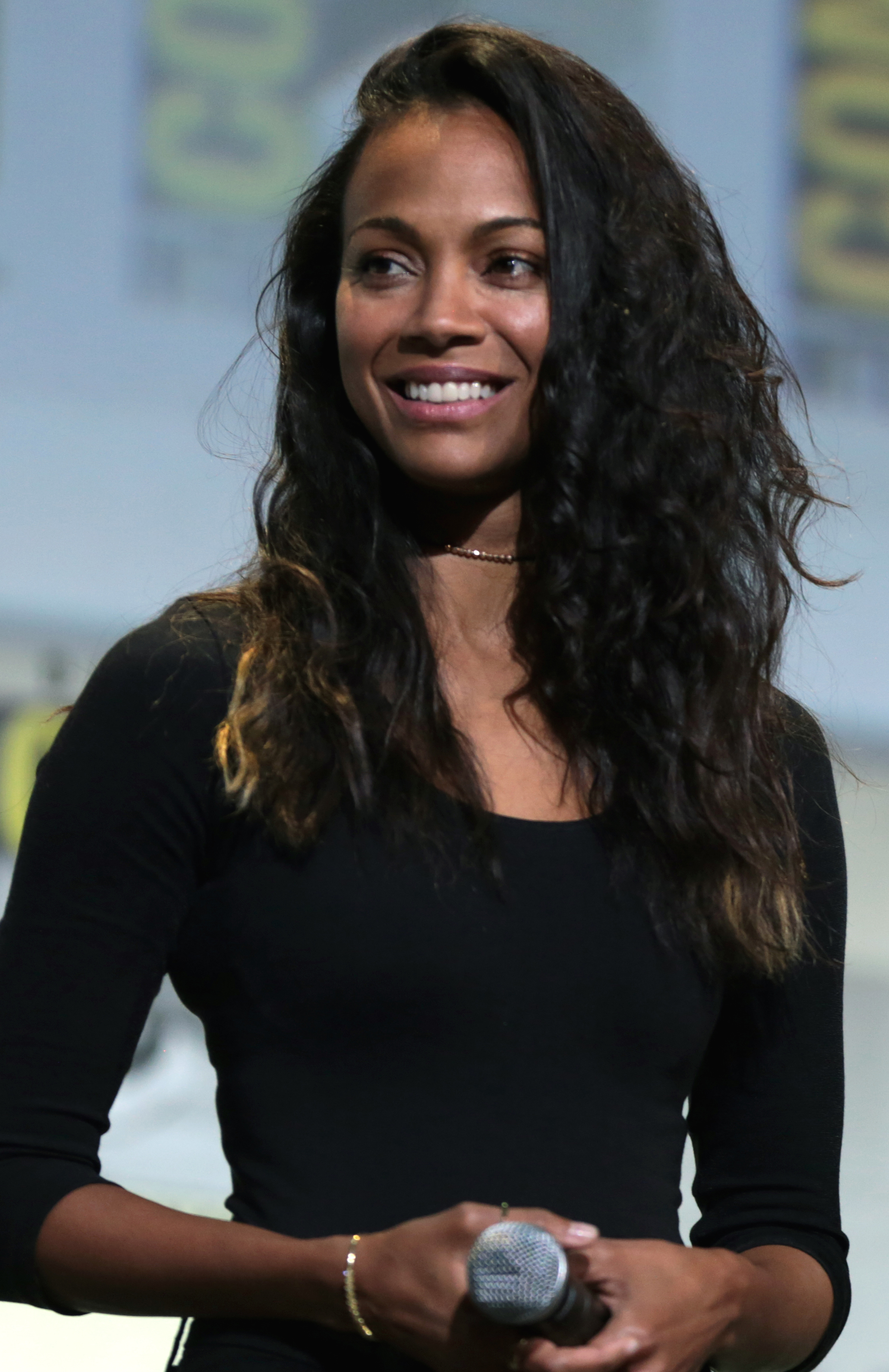
Zoe Saldana, interprete di Nyota Uhura
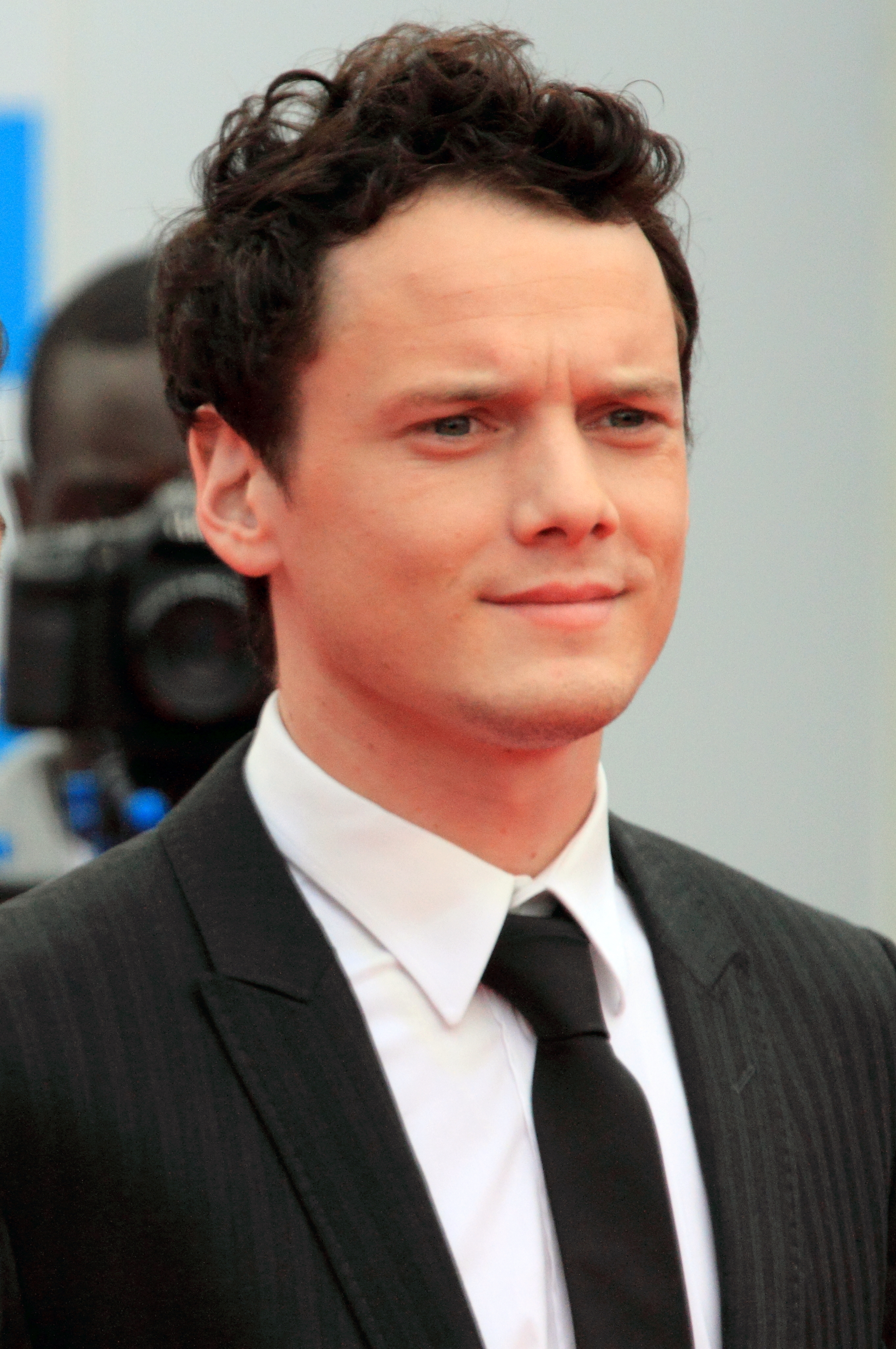
Anton Yelchin, interprete di Pavel Chekov
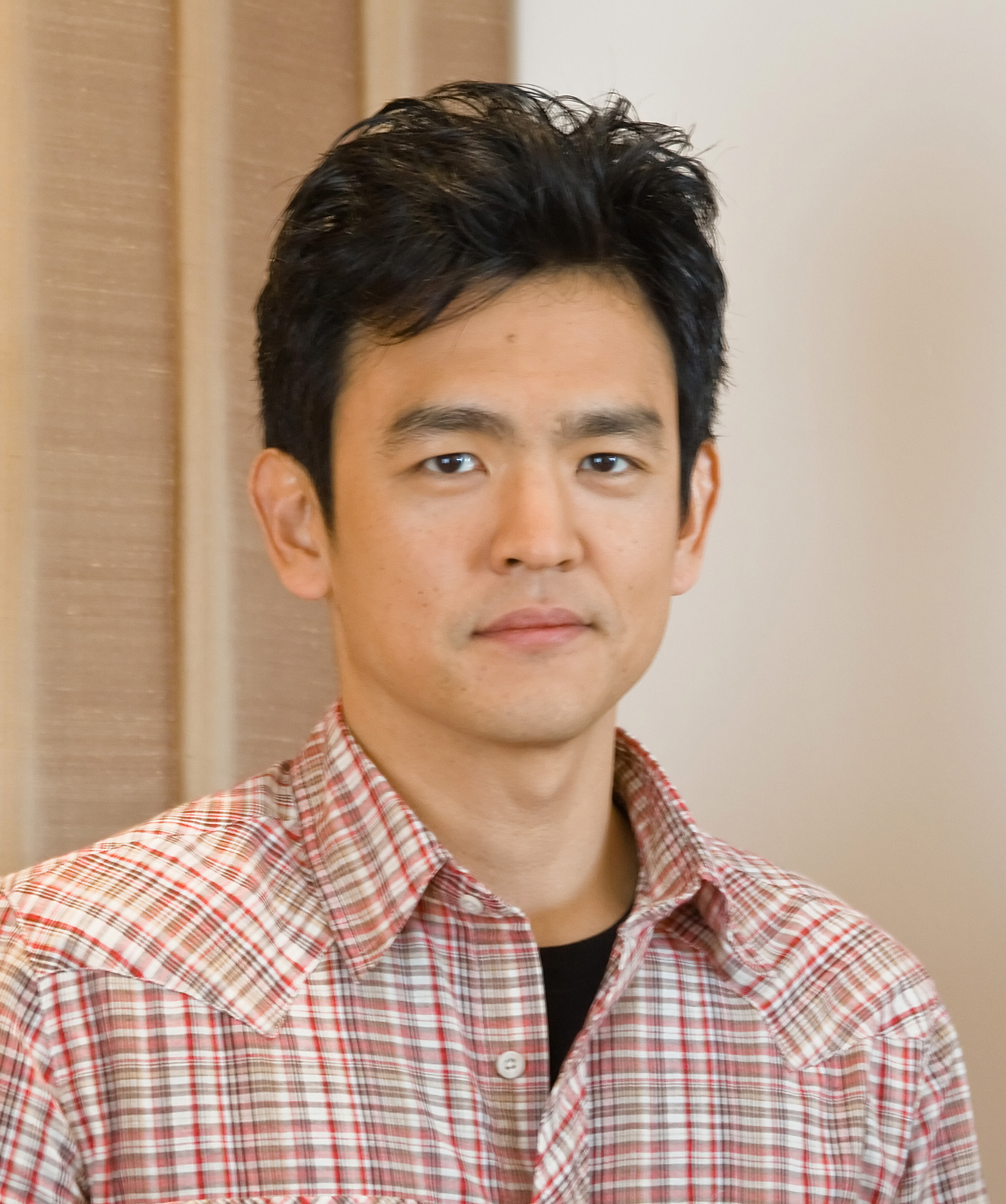
John Cho, interprete di Hikaru Sulu

### Altri personaggi
- Alexander Marcus, interpretato da Peter Weller,[N 25] doppiato in italiano da Stefano De Sando.[12]
Ammiraglio della Flotta e padre di Carol Marcus.
- Amanda Grayson, interpretata da Winona Ryder,[N 26] doppiata in italiano da Stella Musy.[11]
- Balthazar M. Edison / Krall, interpretato da Idris Elba,[N 27] doppiato in italiano da Roberto Draghetti.[13]
Krall è l'antagonista principale del tredicesimo film.
- Carol Marcus, interpretata da Alice Eve,[N 25] doppiata in italiano da Domitilla D'Amico.[12]
È un ufficiale scientifico che si presenta come la dottoressa Carol Wallace, per non far sapere a Kirk e al resto dell'equipaggio dell'Enterprise di essere la figlia dell'ammiraglio Alexander Marcus. Appena arrivata sull'Enterprise, Carol attira subito le attenzioni del capitano Kirk. Spock scopre la vera identità della dottoressa e la rivela al capitano solo quando la cosa diventa l'unica possibilità per l'Enterprise e il suo equipaggio di salvarsi, anche se alla fine questo fatto non rappresenta più un modo per salvare la nave stellare e il suo equipaggio. La dottoressa Marcus entra ufficialmente a far parte dell'equipaggio dell'Enterprise nel 2260, durante la missione quinquennale dell'astronave.
- Christopher Pike, interpretato da Bruce Greenwood,[N 28] doppiato in italiano da Angelo Maggi.[11][12]
- George Samuel Kirk, interpretato da Chris Hemsworth,[N 26] doppiato in italiano da Massimiliano Manfredi.[11][12]
È il padre di James T. Kirk e Primo Ufficiale della USS Kelvin NCC-0514, che viene distrutta dal capitano romulano Nero, uccidendolo.
- Jaylah, interpretata da Sofia Boutella,[N 27] doppiata in italiano da Ilaria Latini.[13]
- Kalara, interpretata da Lydia Wilson,[N 27] doppiata in italiano da Emanuela Damasio.[13]
- Khan Noonien Singh / John Harrison, interpretato da Benedict Cumberbatch,[N 25] doppiato in italiano da Simone D'Andrea.[11]
Khan è l'antagonista principale del dodicesimo film.
- Manas, interpretato da Joe Taslim.[N 27]
- Nero, interpretato da Eric Bana,[N 26] doppiato in italiano da Adriano Giannini.[11]
Nero è l'antagonista principale dell'undicesimo film.
- Paris, interpretata da Shohreh Aghdashloo,[N 27] doppiata in italiano da Ludovica Modugno.[13]
- Sarek, interpretato da Ben Cross,[N 26] doppiato in italiano da Sergio Di Stefano.[11]

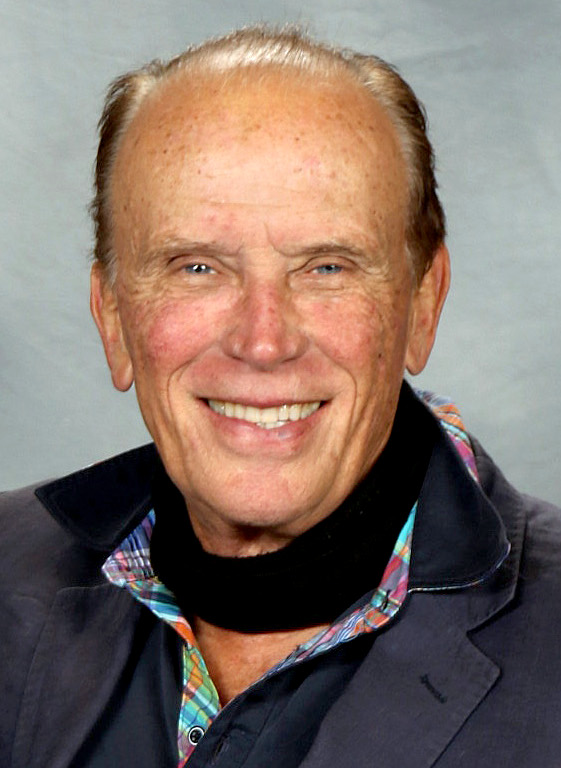
Peter Weller, interprete di Alexander Marcus
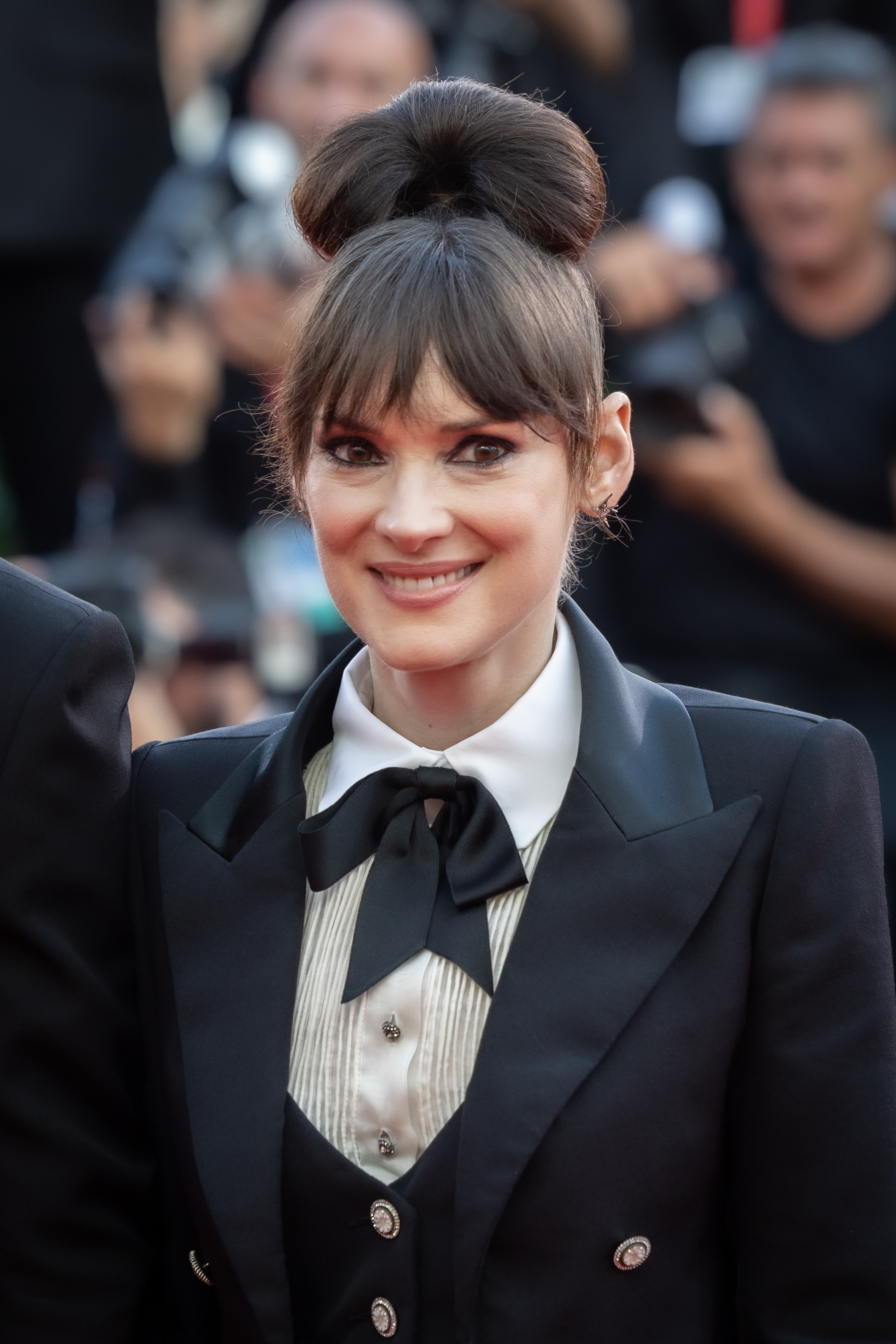
Winona Ryder, interprete di Amanda Grayson
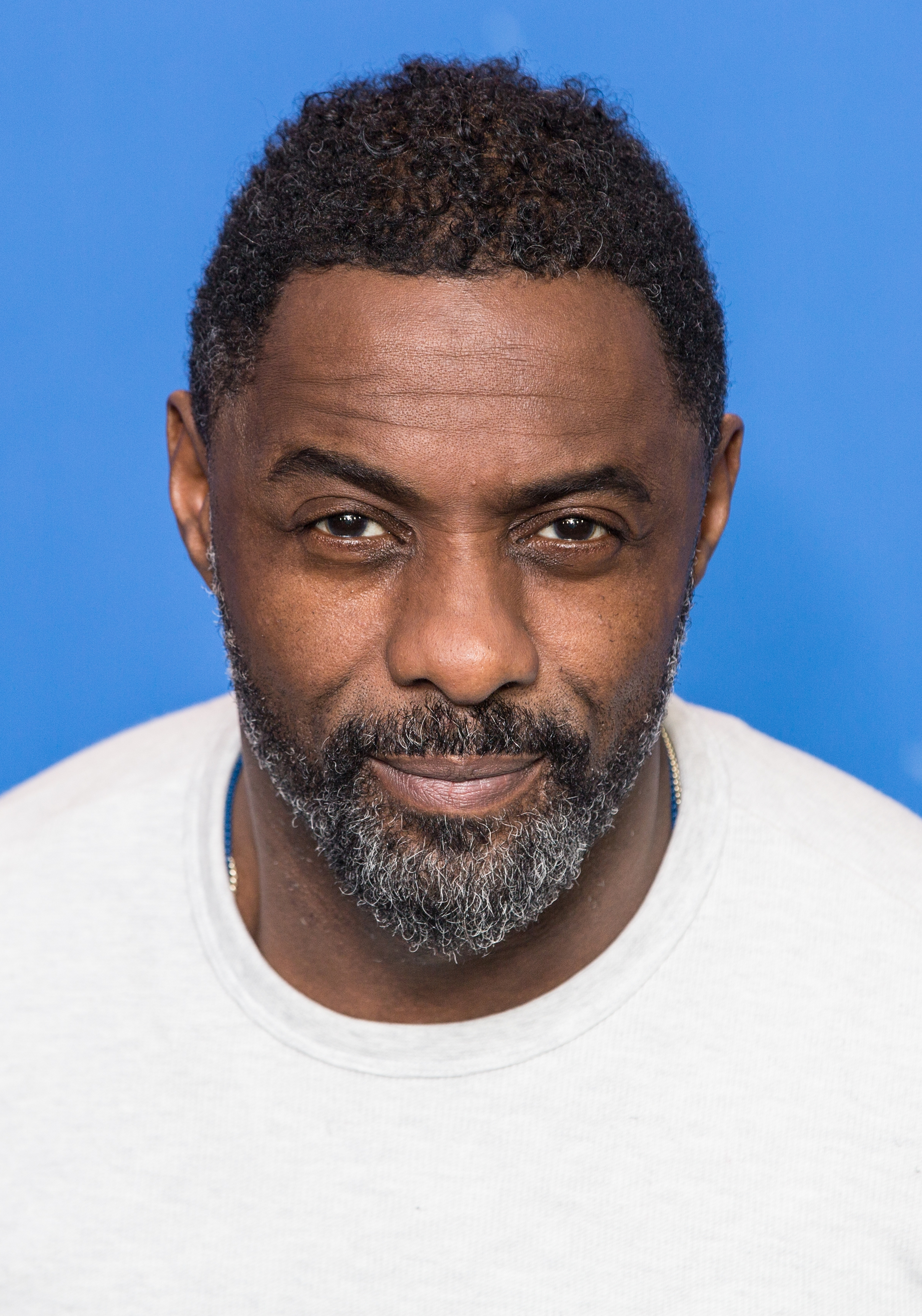
Idris Elba, interprete di Krall
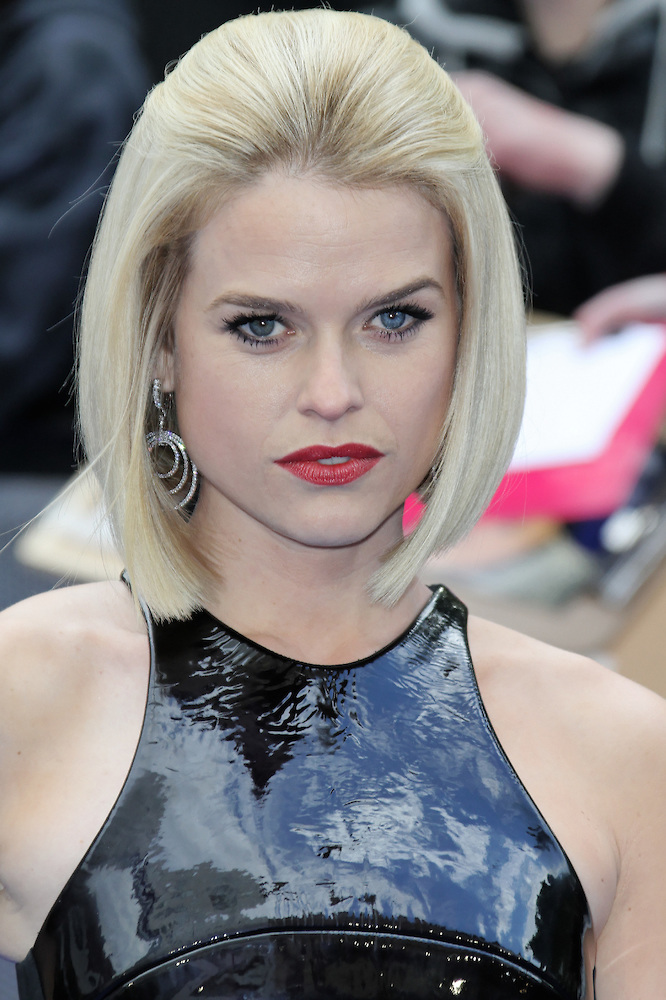
Alice Eve, interprete di Carol Marcus
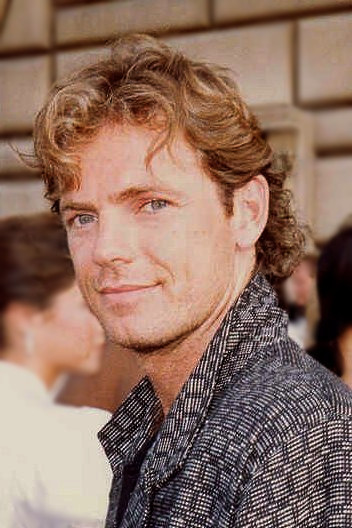
Bruce Greenwood, interprete di Christopher Pike
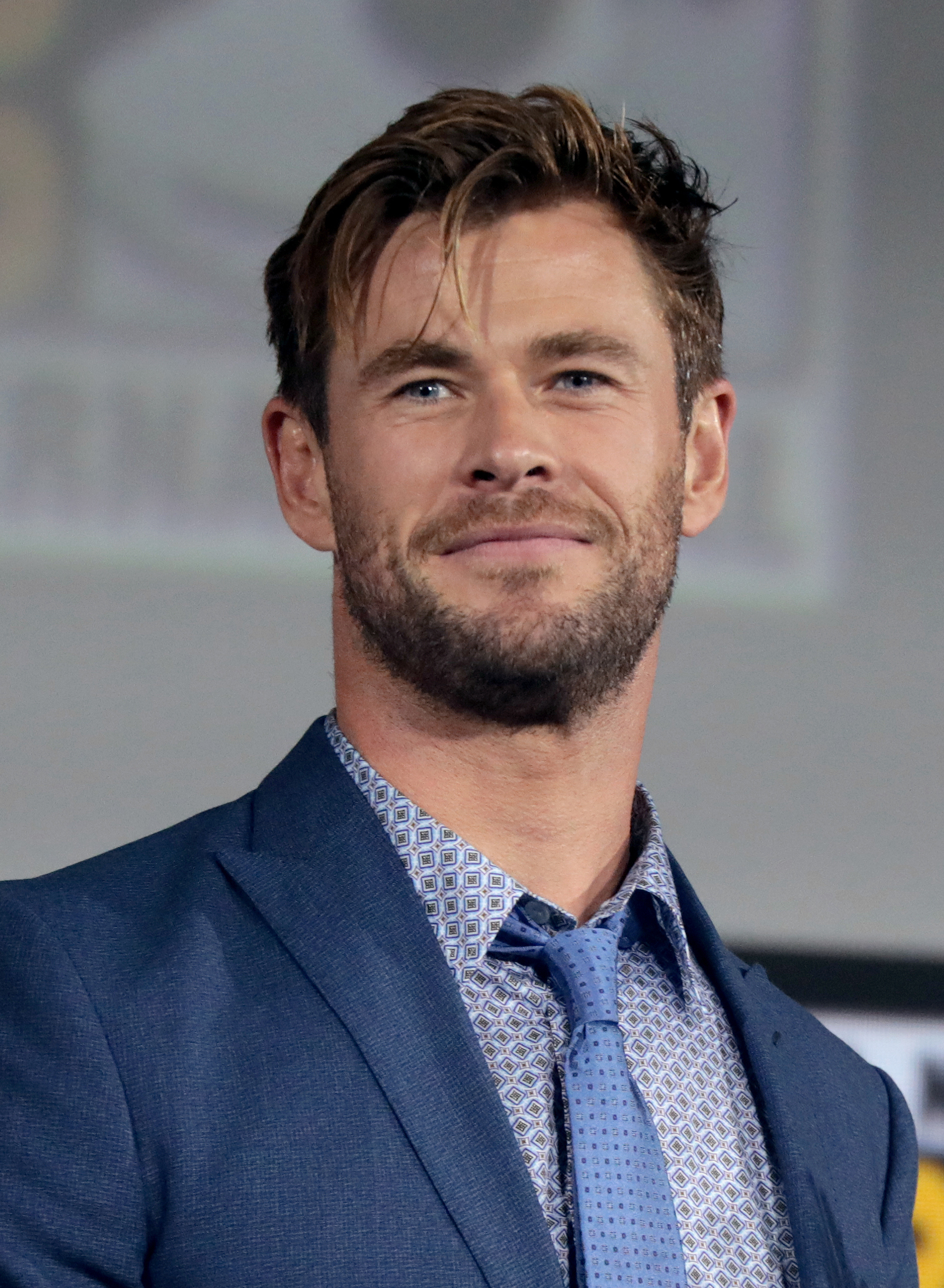
Chris Hemsworth, interprete di George Samuel Kirk
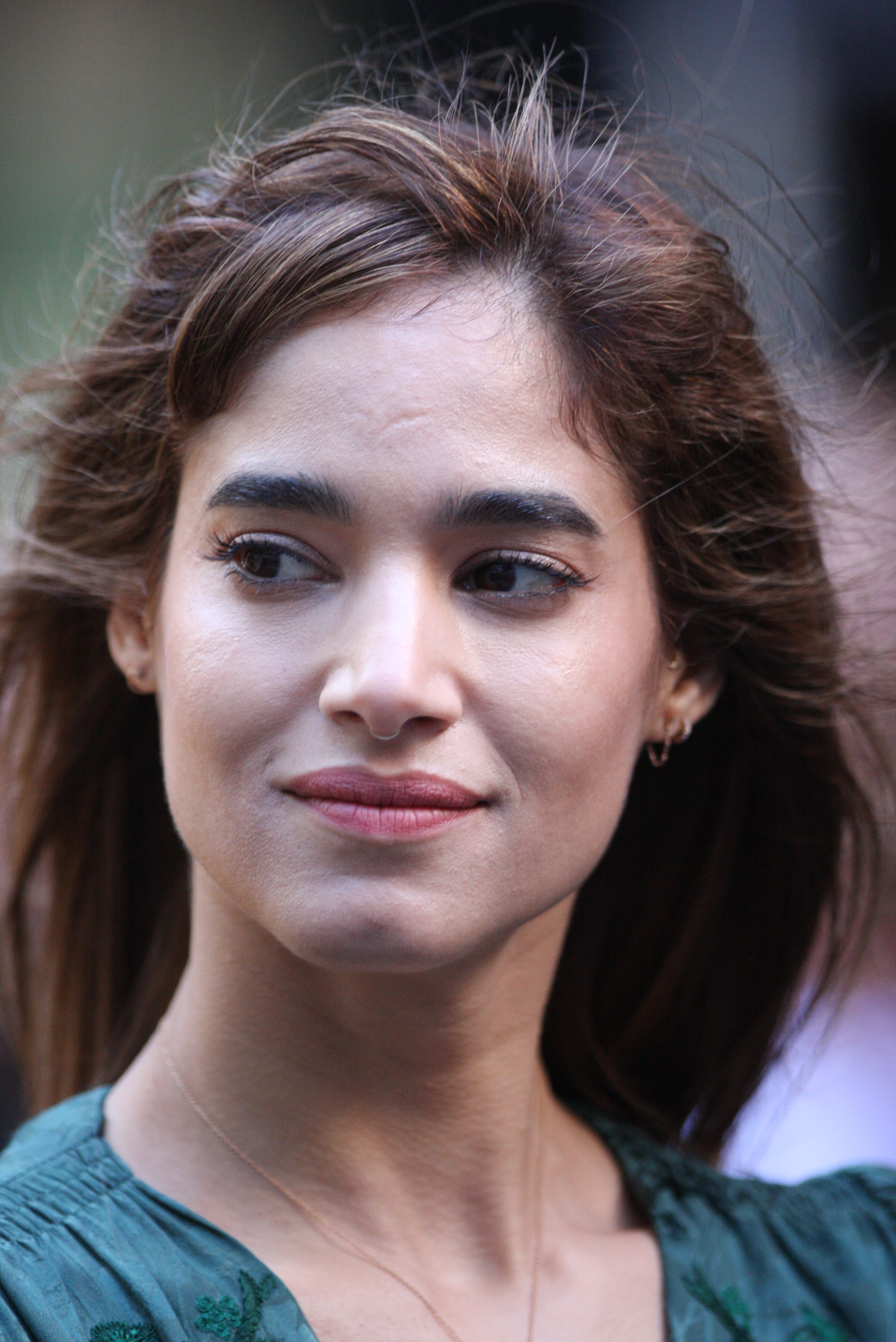
Sofia Boutella, interprete di Jaylah
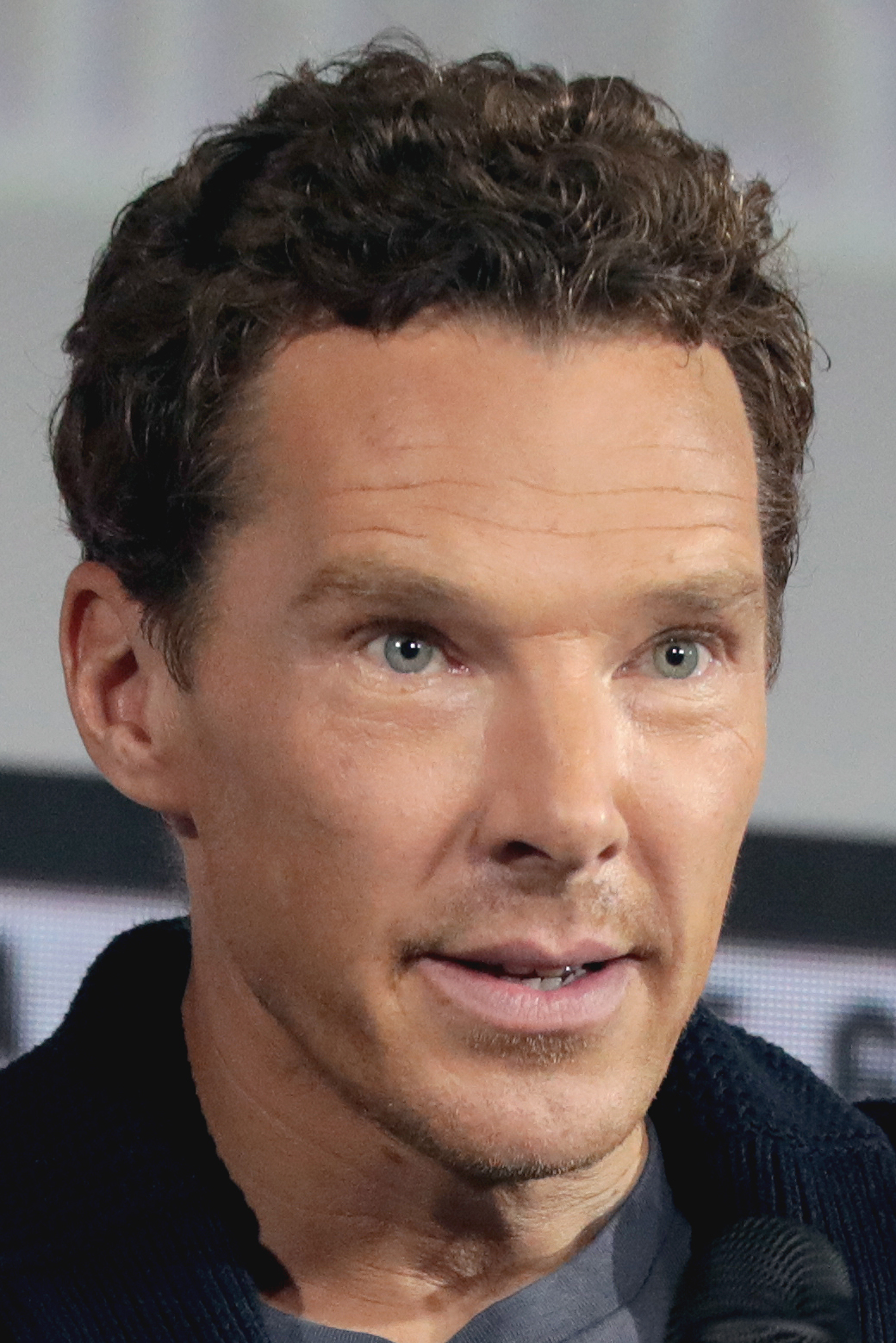
Benedict Cumberbatch, interprete di Khan Noonien Singh
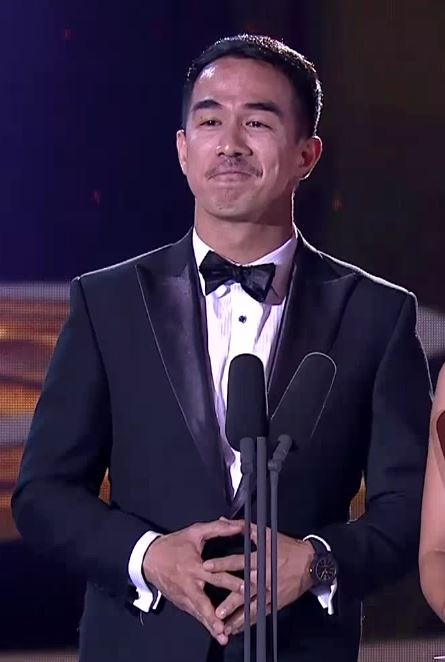
Joe Taslim, interprete di Manas
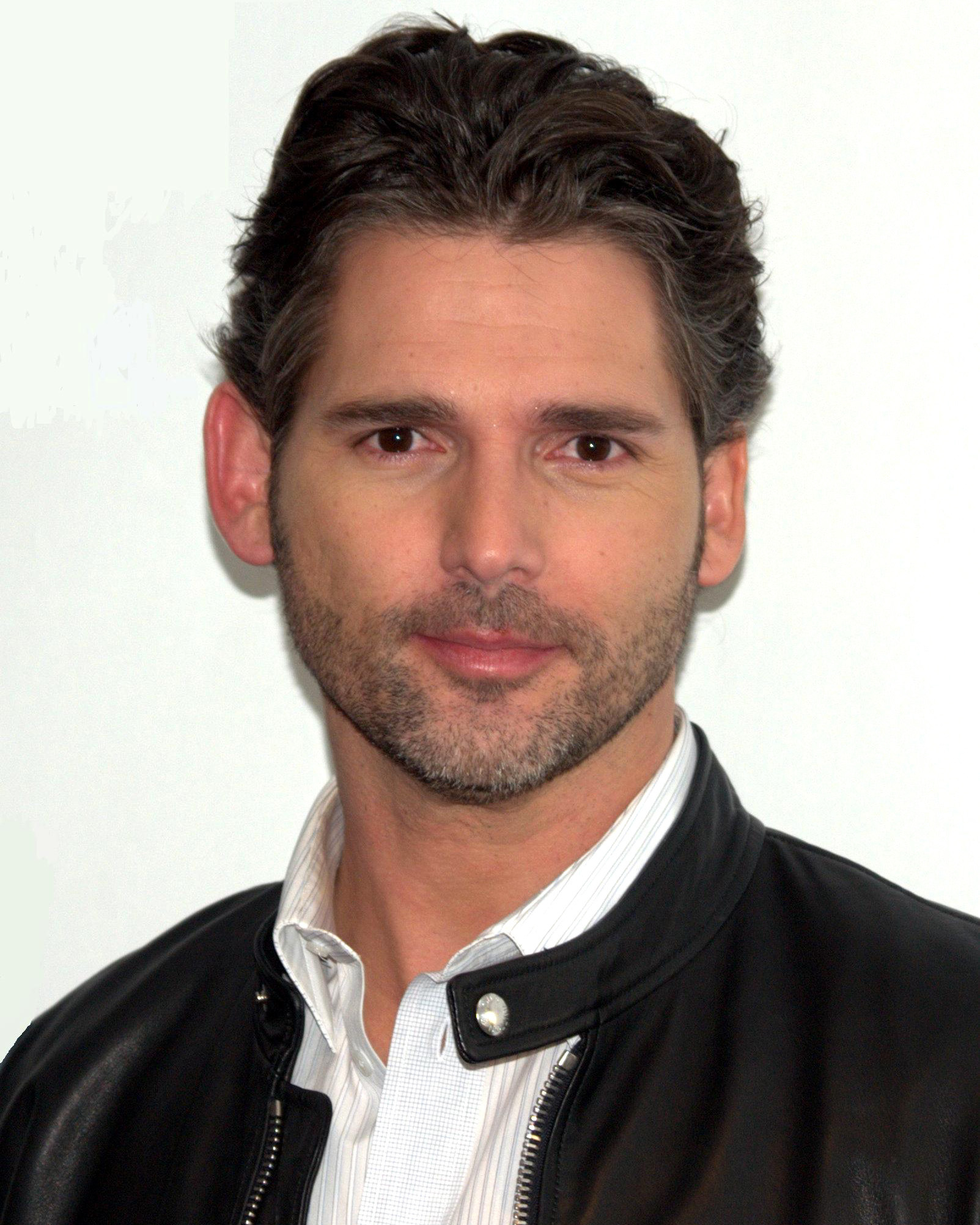
Eric Bana, interprete di Nero
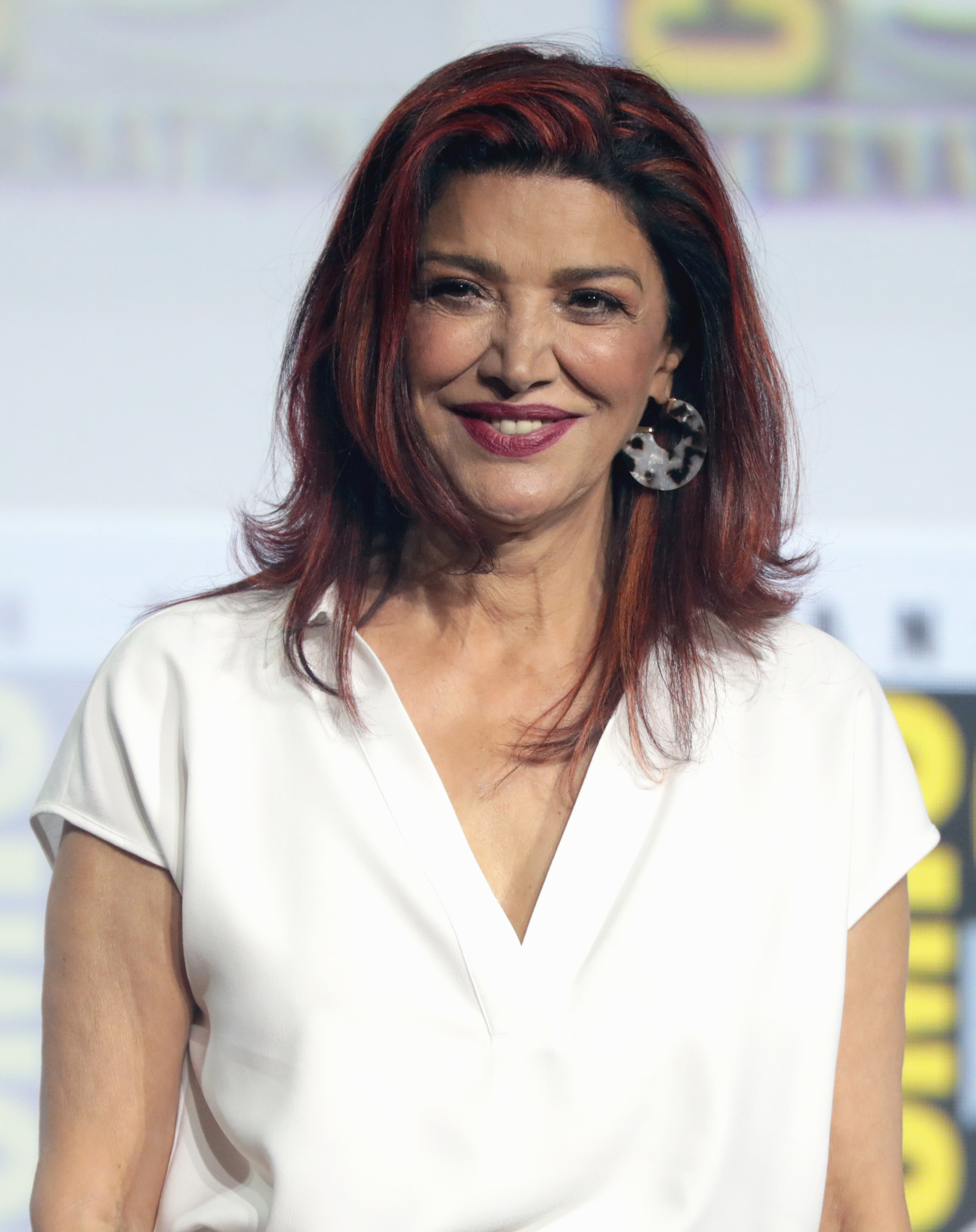
Shohreh Aghdashloo, interprete di Paris

## Expanded Universe

### Personaggi principali
- Philippa Georgiou, interpretata da Michelle Yeoh (Section 31).
È l'ex imperatrice dell'Impero Terrestre dell'Universo dello specchio e ora agente della Sezione 31. Dopo essere entrata nel portale del Guardiano dell'Eternità, Georgiou diviene proprietaria del Baraam, un nightclub fuori dallo spazio della Federazione.
- Rachel Garrett, interpretata da Kacey Rohl (Section 31).
È la futura capitana dell'Enterprise C.

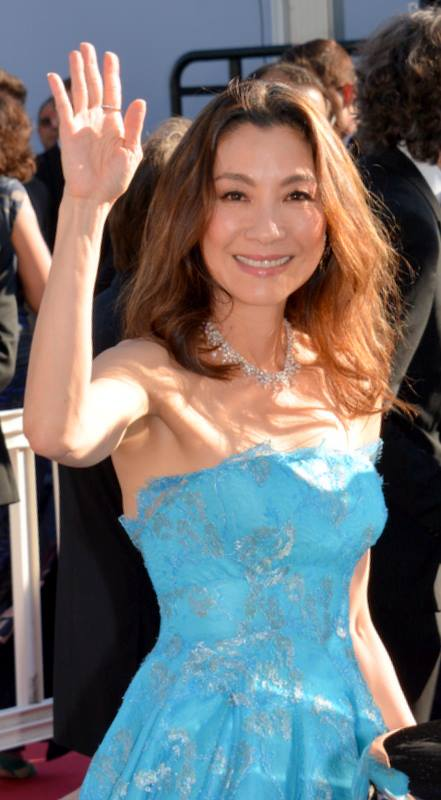
Michelle Yeoh, interprete di Philippa Georgiou
Kacey Rohl, interprete di Rachel Garrett

### Personaggi secondari
- Quasi, interpretato da Sam Richardson (Section 31).
Fisico camaleontide.
- Alok Sahar, interpretato da Omari Hardwick (Section 31).
È un agente della Sezione 31.
- Fuzz, interpretato da Sven Ruygrok (Section 31).
Agente della Sezione 31.
- Zeph, interpretato da Robert Kazinsky (Section 31).
Agente della Sezione 31.
- Melle, interpretata da Humberly González (Section 31).
Agente della Sezione 31.

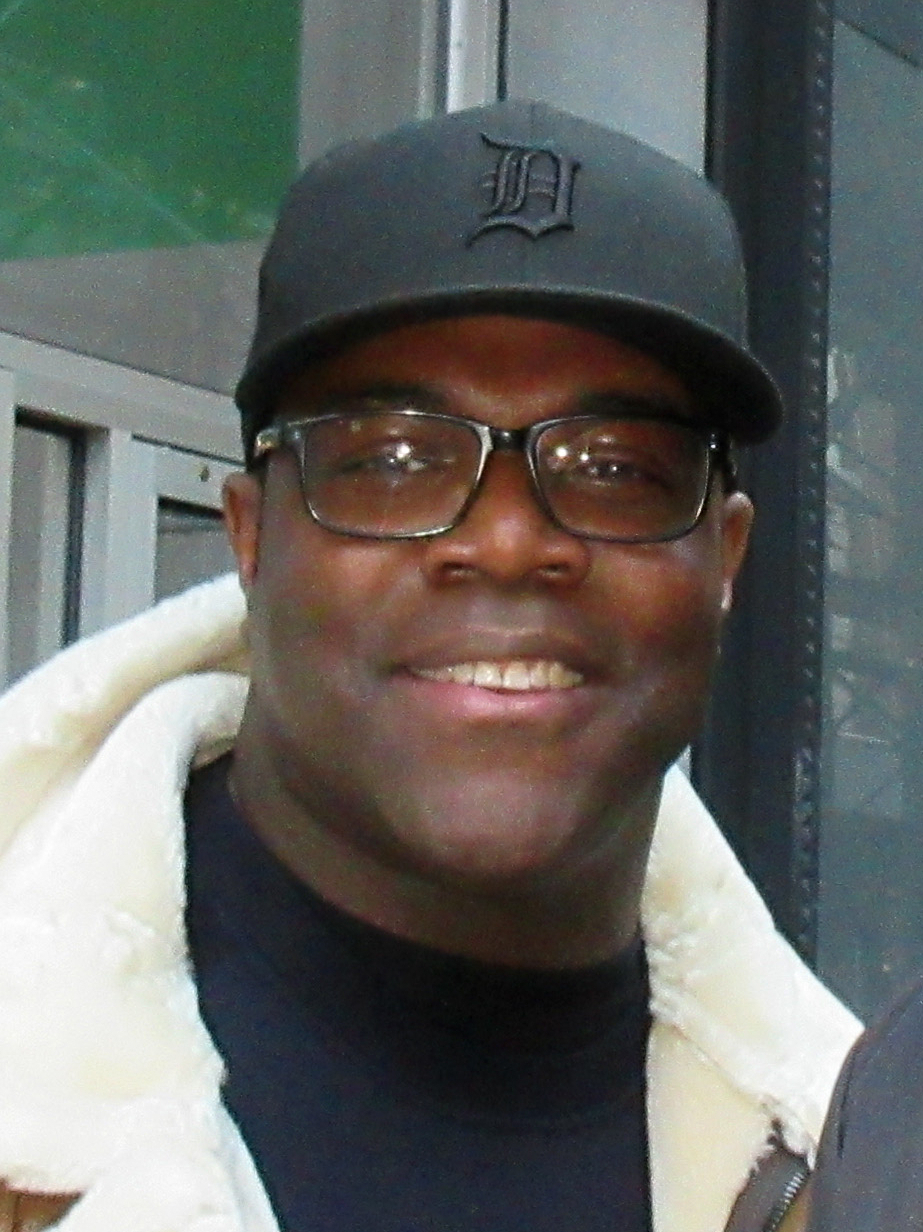
Sam Richardson, interprete di Quasi
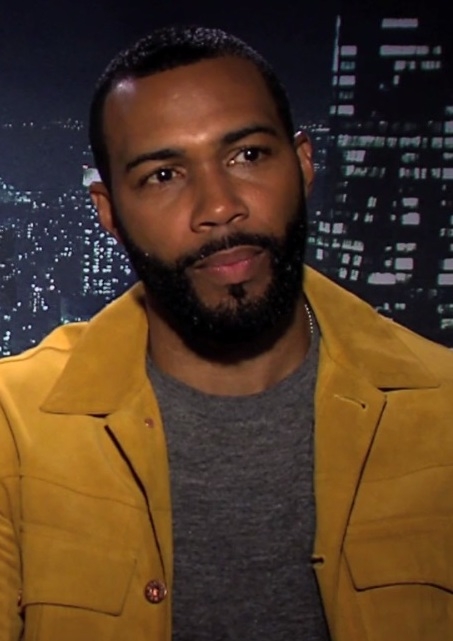
Omari Hardwick, interprete di Alok Sahar
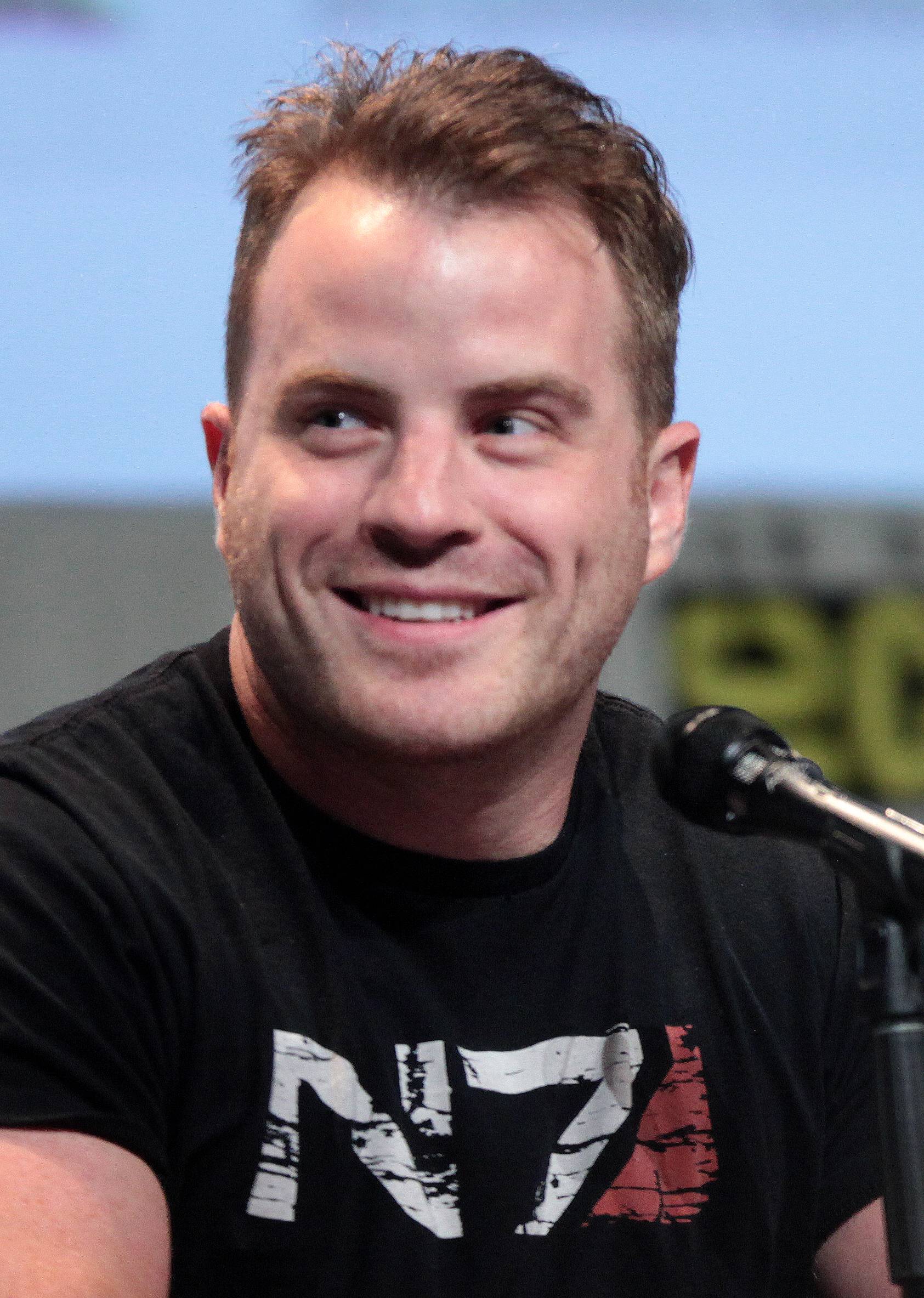
Robert Kazinsky, interprete di Zeph
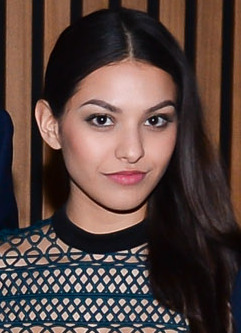
Humberly González, interprete di Melle

### Altri personaggi
- Controllo, interpretata da Jamie Lee Curtis (Section 31).
È un'intelligenza artificiale che lavora per la Sezione 31.
- Dada Noe, interpretato da Joe Pingue (Section 31).
- San, interpretato da James Hiroyuki Liao (Section 31).
San è l'antagonista principale del quattordicesimo film. È un ex amico divenuto nemico di Georgiou.

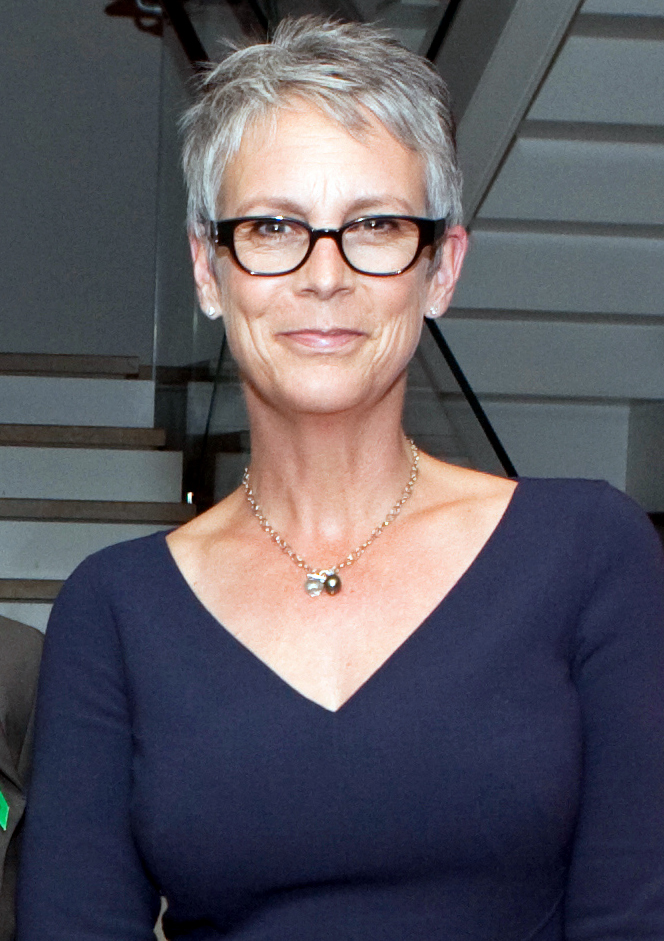
Jamie Lee Curtis, interprete di Controllo

## Fanfiction
- Robert April, interpretato da Robert Pralgo (First Frontier).[14]
Robert April è il primo capitano dell'astronave USS Enterprise NCC-1701, che la guida nella prima missione quinquennale, tra il 2245 e il 2251. In seguito il comando verrà ceduto al capitano Christopher Pike.